# 遠野物語

岩手県における遠野市の位置

遠野郷の字の区分

『遠野物語』（とおのものがたり）は、柳田国男が明治43年（1910年）に発表した、岩手県遠野地方に伝わる逸話、伝承などを記した説話集である。
遠野地方の土淵村出身の民話蒐集家であり小説家でもあった佐々木喜善より語られた、遠野地方に伝わる伝承を柳田が筆記・編纂する形で出版され、『後狩詞記』（1909年）、『石神問答』（1910年）とならぶ柳田の初期三部作の一作。日本の民俗学の先駆けとも称される作品である。

## 概要
遠野物語における遠野、あるいは遠野郷とは、狭義には藩政時代の旧村が明治の町村制によって編制された遠野、松崎、綾織、土淵、附馬牛、上郷、を指すが、広義には上閉伊郡宮守村、釜石市橋野町、上閉伊郡大槌町、下閉伊郡川井村などの隣接地域も含まれ、その地で起きたとされる出来事も取り上げられている。内容は天狗、河童、座敷童子など妖怪に纏わるものから山人、マヨヒガ、神隠し、臨死体験、あるいは祀られる神とそれを奉る行事や風習に関するものなど多岐に渡る。
作成過程で3つの原稿が存在し、佐々木の話を都度書き記すかたちで作られた草稿にあたる毛筆本、実際に遠野に赴き、自ら得た見聞を加えて人名、地名、数字などの事実関係を補完して作られた清書本。毛筆本の段階では107話であったが清書本の段階で12話が追加され119話となった。そして清書本をもとに初稿が印刷され、初稿を再考し、一部伏字となっていた固有名詞などに手を加えられ完成本となった。これら3つの原稿は、長野県の元衆議院議員池上隆祐が1932年に『石神問答』の刊行に対する記念として『石』の特集号を発行した際、折口信夫、金田一京助らの署名を入れた特装本を柳田へ贈った事に対する謝礼として柳田より池上へ贈られた。池上の没後の1991年に遺族より遠野市へ寄贈され、それ以降は遠野市立博物館が保管している。
『遠野物語』の反響により、昭和10年（1935年）には各地から寄せられた拾遺299話を追加した『遠野物語増補版』が発表された。

## 執筆への経緯
『遠野物語下染め』および『佐々木喜善先生とその業績』によると、柳田が水野葉舟の仲立ちで佐々木喜善と初めて会ったのは明治41年（1908年）11月4日。学校から帰宅した佐々木の所に水野が訪れ、連れ立って柳田を訪ね、遠野物語に関する話をして帰ったと佐々木の日記に記録されている。13日には柳田が佐々木の下宿を訪れ前回の聞き取りに加筆を加え、18日には再び水野と佐々木が柳田を訪ねて夜更けまで聞き書きが行われた。25日付けの佐々木へ宛てられた柳田の手紙には12月以降も2日に会いたいという内容が記載されていることから、佐々木が翌年1月から3月まで遠野へ帰郷した期間はあるが、初夏までの間に月に1度程度の頻度で数回行われたであろうことは、明治42年4月28日に柳田邸で行われた「お化け会」の記事からも推測される。
序文の日時と事実に相違があるが、これは記憶違いではなく、詳細は不明であるが同時に進行していた『後狩詞記』の刊行の後に位置づけたかったとの柳田の考えがあったのではなかろうかと考えられている。

## 柳田の遠野探訪

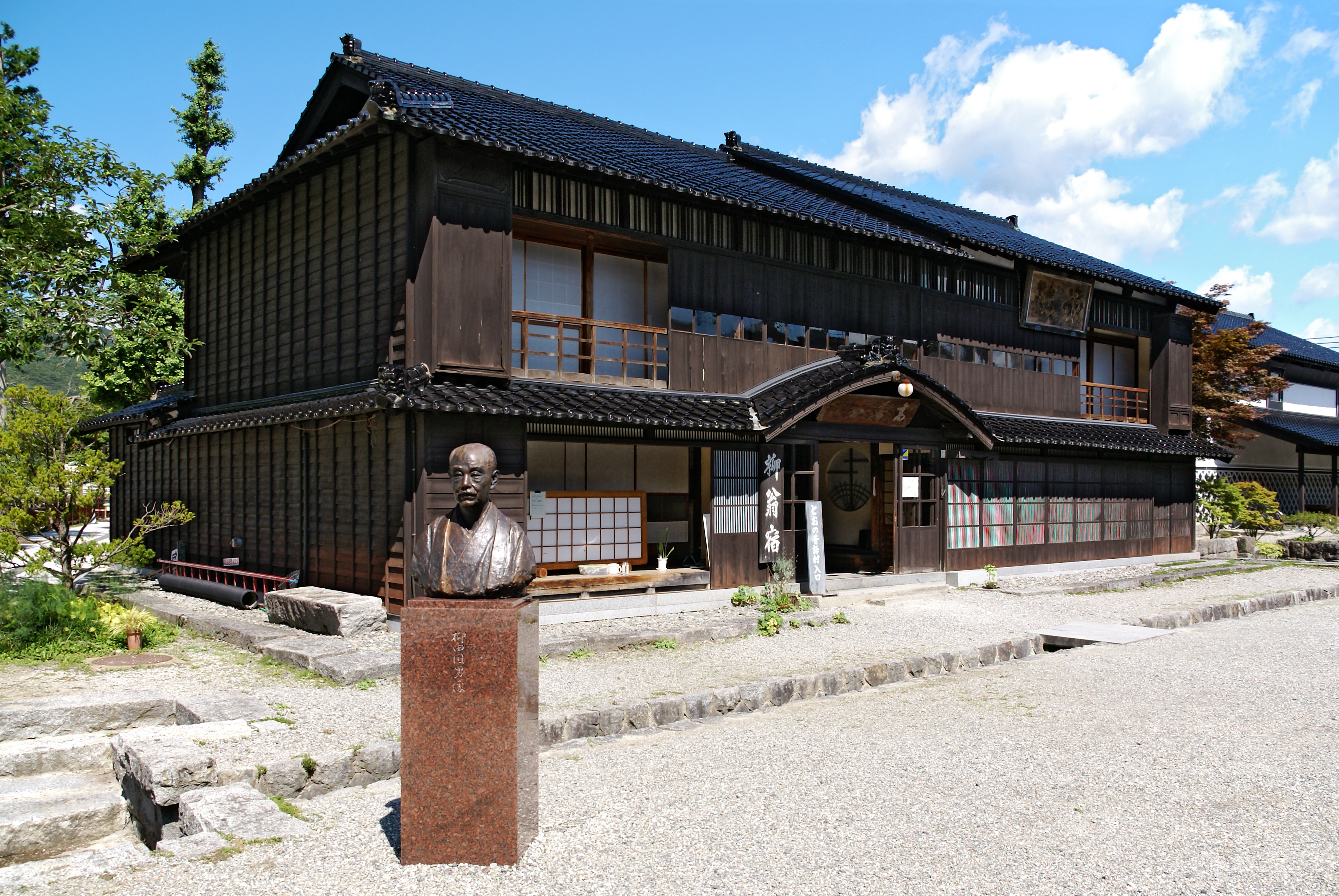
旧高善旅館

柳田國男が初めて遠野を訪れたのは明治42年（1909年）8月23日の夜のこと。8月22日（日曜日）午後11時、上野発海岸回り青森行きの列車に乗った柳田は、翌23日に到着した花巻駅で下車。人力車に乗り換え、矢沢村、土沢、宮守、と経て鱒沢の沢田橋のたもとにあった木造三階建ての宿屋で食事と人力車を乗り継ぎ、遠野に到着したのは夜の8時であった。
柳田は遠野では高善旅館に宿をとり、主人の高橋善次郎から馬を借りて伊納嘉矩や佐々木喜善を訪ね、南部家所縁の地などを回ったが、これらの日程には諸説存在しており、定説があるわけではない。ここでは便宜上、岩崎敏夫による説を主として解説を行う。
24日の朝、鍋倉神社近くにあった上閉伊郡役所を訪ね、郡内の説明を地図を貰いうけ、まず土淵村山口の佐々木喜善宅を目指した。あいにく喜善は東京にいたため不在で、家には養母のイチと叔母のフクヨがおり、柳田は来意を伝えると、二人から土淵村で助役を務めていた北川清を紹介された。来た道を1kmほど戻り、訪れた北川家で清より話を聞き、翌日、清の代わりに附馬牛小学校で教員を務めていた息子の真澄が附馬牛まで柳田の案内をすることになった。その日の晩には新屋敷まで伊能嘉矩を訪ねているが伊納は不在であった。
25日、北川真澄の案内で早池峰山道を通り附馬牛に辿り着いた柳田は上柳の附馬牛役場を訪れ、役場書記の末崎子太郎と附馬牛小学校から呼び寄せられた福田恵次郎の二人より附馬牛村の成り立ちや歴史について聞き、附馬牛の源流のひとつである東禅寺跡へと案内された。帰りは石羽根から大袋を通り、その道すがら菅原神社で鹿踊りが行われているのを目撃し、また掲げられたムカイトロゲに旅情を感じ、忍峠へと入っていった。宿に戻ると伊能が訪ねてきたという事であったが、附馬牛を発った時点で黄昏時であったので宿に着いたのは夜の8頃と推測され、既に遅い時間であった事からこの日はそのまま休む事にした。
26日には先日宿を訪ねてきた新屋敷の伊能の家を訪問し、伊能の台湾研究に関する研究資料、および『阿曾沼興廃記』や『旧事記』といった遠野に関する資料、オシラサマや雨風祭の藁人形、あるいは遠野周辺に伝わる妖怪に関する伝承や住人達の生活の在り方を聞いた。
27日に伊能は高善旅館まで再び出向き、柳田を南部男爵邸へ案内し、屋敷の保守にあたっていた及川忠兵、郷土資料家の鈴木吉十郎の案内で男爵家に伝わる古文書や受け継がれてきた宝物を見た。その後、昼過ぎに人力車に乗り、来たときとは異なり下組町から愛宕橋を渡り、綾織村の小峠を越えて日詰街道を盛岡へ向かった。
後の『現代随想全集』で「帰りに横手から五色温泉に遊ぶ」と述懐されていることから、盛岡から秋田へ行き、帰京したのは31日とされている。
上記の説のほか、遠野に到着した翌日の24日にまず伊能を訪ねたとする説。山口の佐々木家を訪問し「土淵村山口から附馬牛に出る時でした。あそこは南部公の寺があるんで、それを見に行ったのです。ちょうどシシ踊りなんかしてました」という『民俗学と岩手』における記述から、土淵から附馬牛へ向かったと推測し、一連の行程は25日に行われたとする説。当時の柳田の立場を考慮すると郡役所に立ち寄って何もなく送り出されるのは不自然であるとし、郡役所に立ち寄る事は無かったとする説。あるいは遠野を離れたのは26日であったとする説などが存在する。

## 作品の評価
1910年（明治43年）6月、350部が印刷者は今井甚太郎、印刷所は杏林舎で、発行所は無く自費出版として刊行された。これらは『後狩詞記』と同じであるが、売捌所として聚精堂（田中増蔵）が挙げられ販売されている。第1号は佐々木へ贈られ、2号は柳田本人用であった。
柳田の前著である『石神問答』は、難解だったためかあまり売れ行きが芳しくなかったのに対し、『遠野物語』は僅か半年ほどで印刷費用をほぼ回収できた。200部は柳田が買い取り知人らに寄贈し、寄贈者では島崎藤村や田山花袋、泉鏡花が積極的な書評を書いた。『遠野物語』を購読した人たちには作家に芥川龍之介や南方熊楠、水野葉舟らがおり、ニコライ・ネフスキー、柴田常恵、小田内通敏など学者にも購読者がいる。特に芥川は本著を購入した当時19歳であったが、親友に宛てた書簡に「此頃柳田國男氏の遠野語と云ふをよみ大へん面白く感じ候」と書き綴っている。当時はあくまで奇異な物語を、詩的散文で綴った文学作品として受け入れられた一方、田山花袋や島崎藤村などからは「粗野を気取った贅沢」あるいは「道楽に過ぎない作品」といった批判的な見方もみられた。
民間伝承に焦点を当て、奇をてらうような改変はなく、聞いたままの話を編纂したこと、それでいながら文学的な独特の文体であることが高く評価されている。
現行の文庫判は、新潮文庫、岩波文庫、角川ソフィア文庫、集英社文庫で重版、初版復刻本『遠野物語 名著複刻全集』（日本近代文学館監修、発売・ほるぷ、新版1984年）も重版されている。

## 各題目および大要

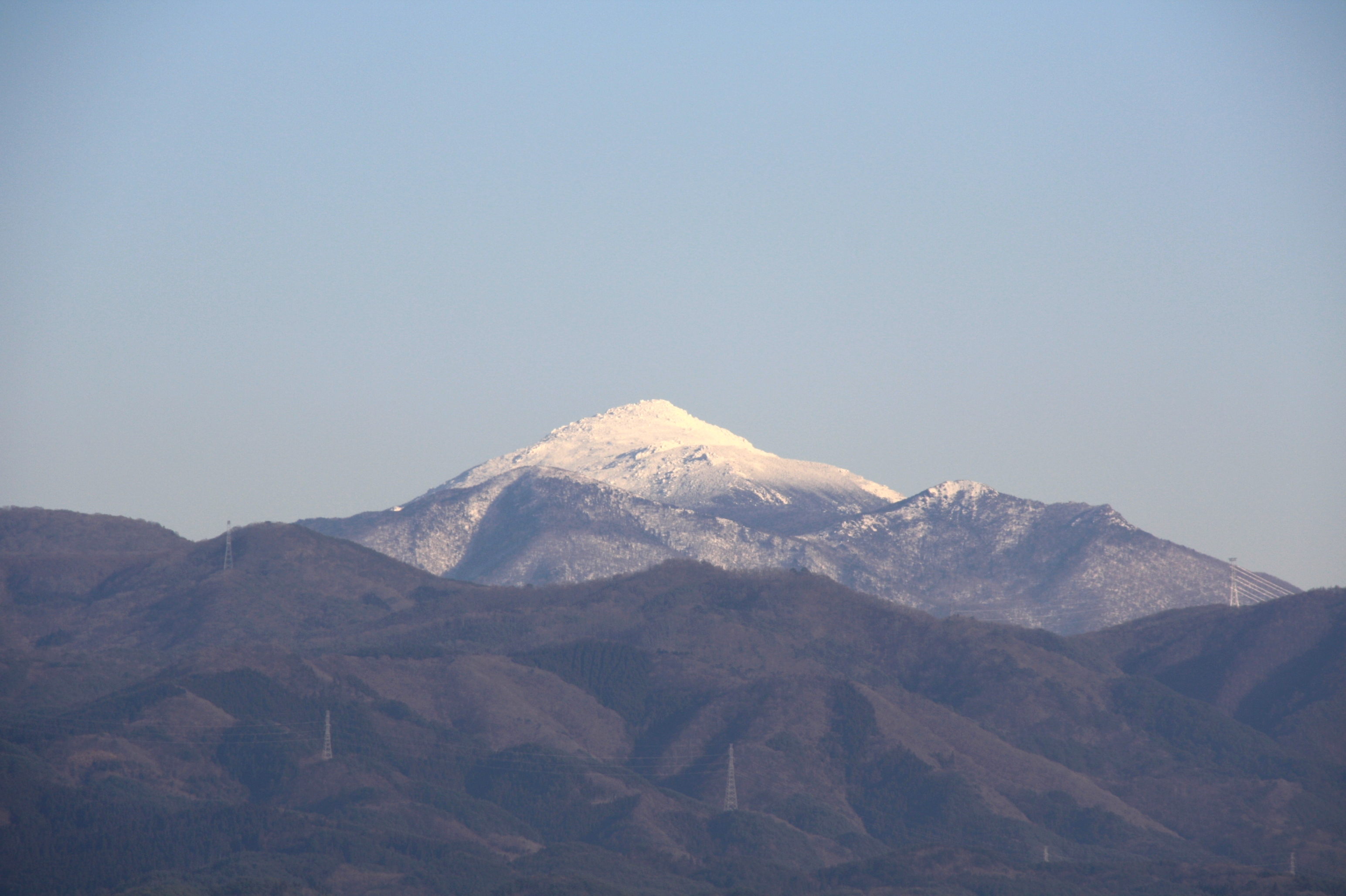
初冬の早池峰山

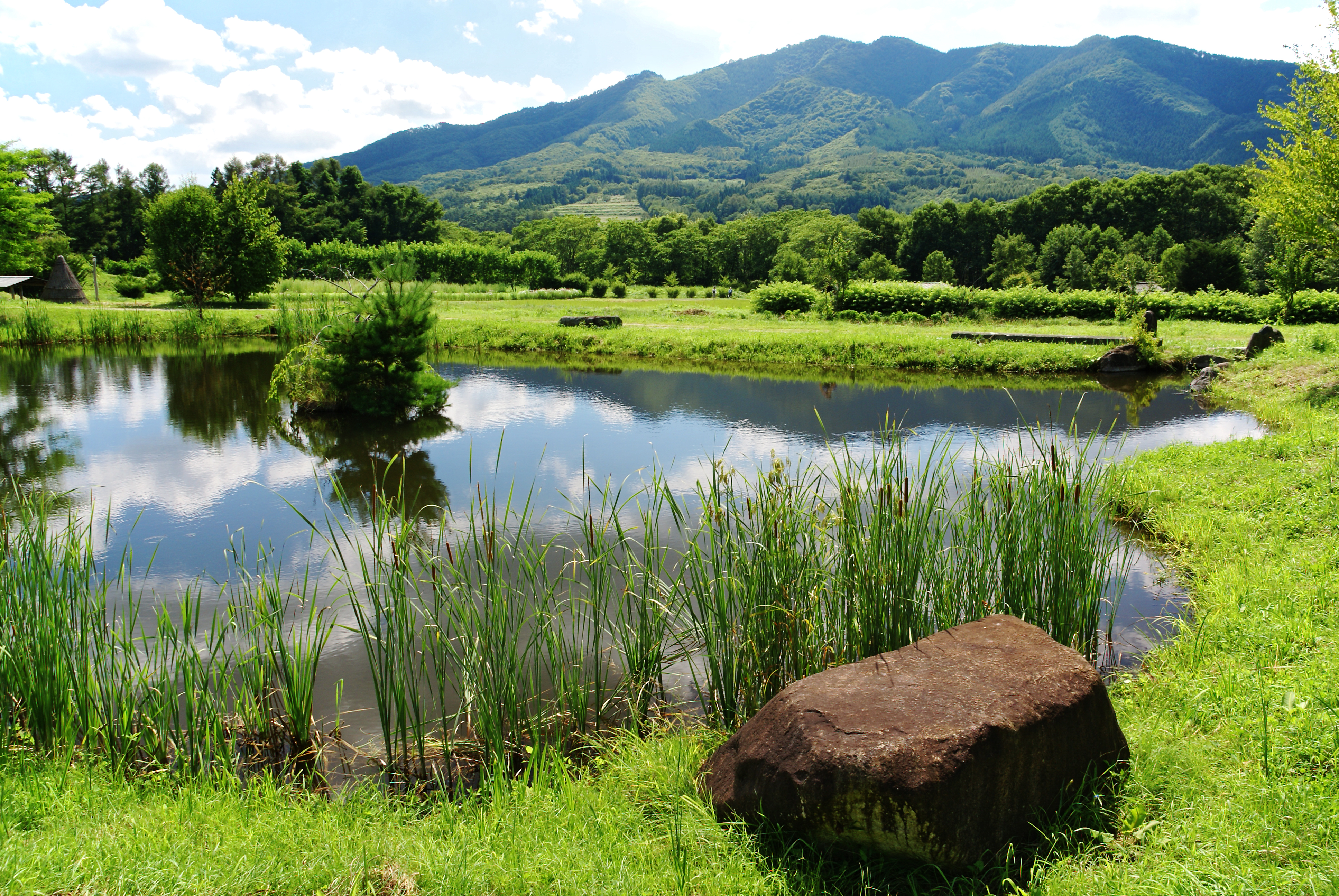
遠野の池のイメージ

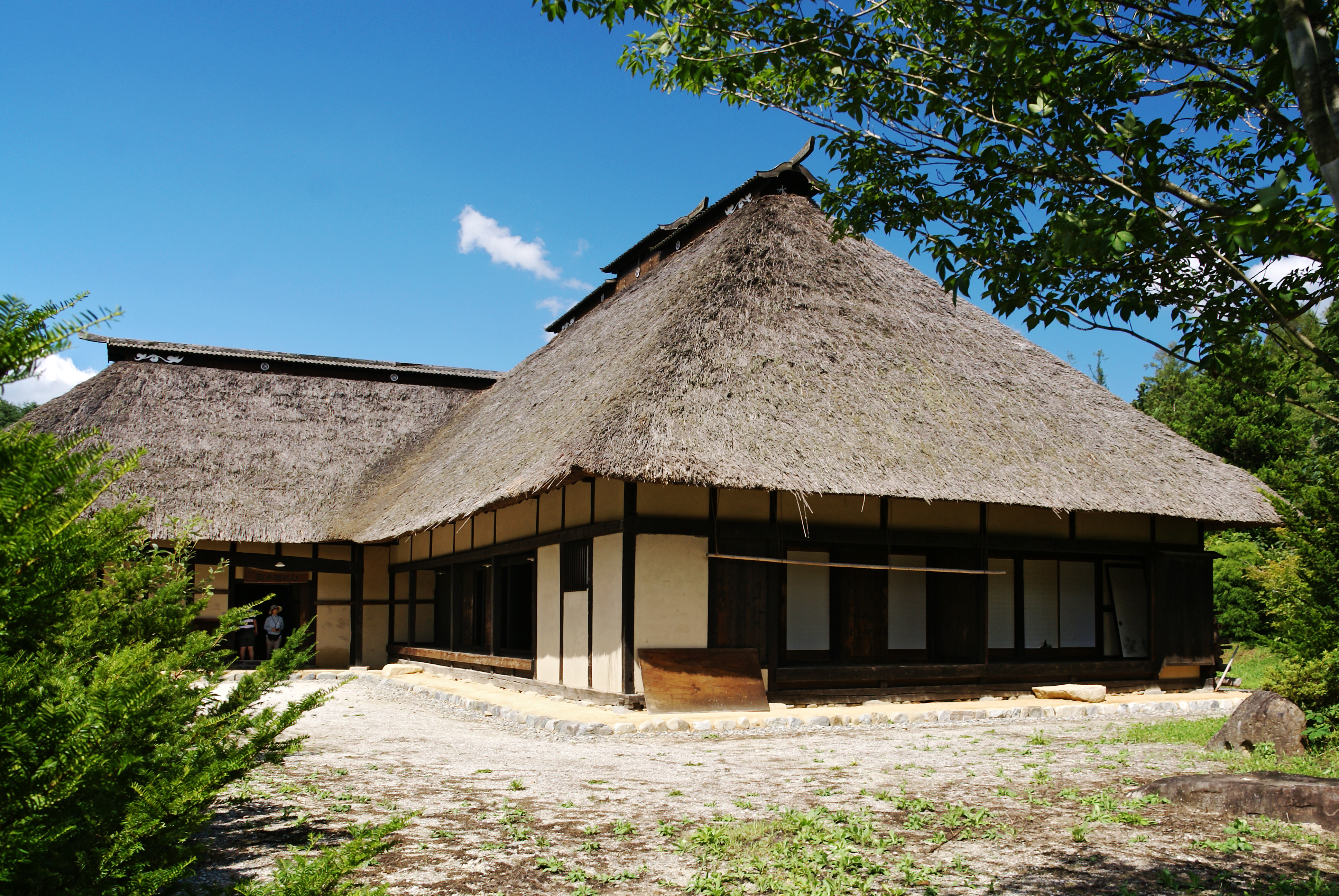
マヨヒガのイメージ画像

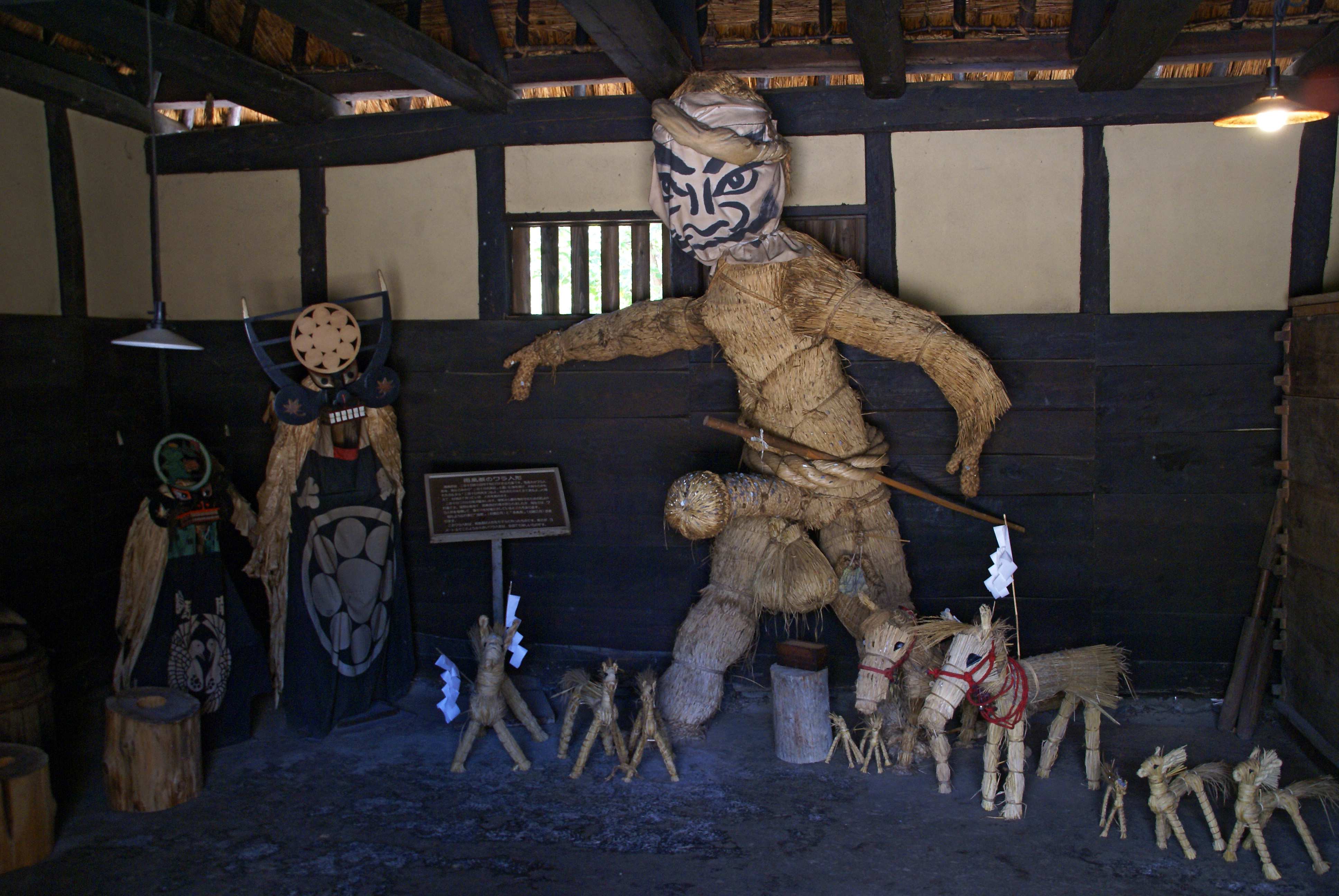
雨風祭の藁人形

献辞
此書を外国に在る人々に呈す — 柳田國男「献辞　『遠野物語』」
明治という時代、日本の関心が外へ向く時代にあって、その対極にある日本の山村に目を向けた柳田が周囲に向けて送った言葉であり、清書本で書き加えられ、題名とこの献辞のみ筆で書かれていることから、清書本を印刷所へ持ち込む最終段階で加えられたものと考えられている。
序文
此の話はすべて遠野の人佐々木鏡石君より聞きたり。昨明治四十二年の二月頃より始めて夜分折々訪ね来り此話をせられしを筆記せしなり。鏡石君は話し上手に非ざれども誠実なる人なり。自分も亦一字一句をも加減せず感じたるままを書きたり。思うに遠野郷には此の類の物語猶数百件あるならん。我々はより多くを聞かんことを切望す。国内の山村にして遠野より更に物深きところには又無数の山神山人の伝説あるべし。願はくは之を語りて平地人を戦慄せしめよ。此書の如きは陣勝呉広のみ。 — 柳田國男「序文　『遠野物語』」
近代化の国是の基、あらゆる事象を西洋的な解釈でもって説き伏せようとする明治にあって、未だ前代的な精神で生き続けている人たちが日本に存在している「現在の事実」を当時の社会に知らしめんとする柳田の考えが書かれている。これまでの考えを否定するかのような都市部に生活する一部の「平地人」に対する警告とも、あるいは山中には列島渡来の民族とは異なる先住異民族がいまだに生存していると考えた柳田の、山人論を立証しようとする意気込みが窺える。
物語の舞台（1話）

遠野の地理的情報、あるいは地名、歴史に関する解説。陸中国、上閉伊郡の西の半分、山に囲まれて盆地となった地域であり、明治22年（1889年）から明治30年（1897年）の間に旧村が再編され、遠野、土淵、附馬牛、松崎、青笹、上郷、小友、綾織、鱒沢、宮守、達曾部の1町10村となった。近代までは西閉伊郡とも称され、さらに遡れば遠野保とも呼ばれた。役所の存在する遠野町は、鍋倉山にある横田城とも称される要害屋敷を中心に小さくも城下町としての外観を有し、山奥としては珍しい繁華の地として賑わいをみせていた。伝説では太古遠野の地は一円の湖であったとされており、またアイヌ語の「To（湖）」+「Nup（丘原）」に遠野の語源があるという由来譚も存在している。

神の始（2話）
遠野の町は南北の川の落合にあり、以前は七七十里として、月に6度開かれる市には7つの渓谷、70里（およそ28 km）の距離から売買のために商人1,000人、馬1,000頭が集まる賑わいをみせていた。周囲には遠野三山と呼ばれる山々があり、早池峰山、六角牛山、石上山（石神山）、これらには成り立ちに関する神話が存在する。大昔に女神とその3人の娘が遠野を訪れ、来内村の伊豆権現のある所に宿った際、女神は娘達に最も良い夢を見た娘に対して良い山を与えると伝えた。その夜深く天から霊華が舞い降り、姉の胸の上にこれが降りるも、末の娘が目を覚まし、これを自分の胸の上に移すことで最も美しいとされる早池峰山を手に入れた。そして姉達はそれぞれ六角牛山と石上山を得た。
草稿版には夢の中でそれぞれの娘にそれぞれの山が宛がわれたという記載は無く、姉から奪うことで利益を得たという妹の行為に対して柳田の手が加えられたと考えられている。早池峰山はその経緯より、盗みを働いた者がその発覚を免れるよう願掛けをする、といったことでも霊験を得られると考えられ、早地峰信仰の普及に一役買ったとされている。また、これら3つの山は女神が住まう山であるため、遠野の人たちは神罰を恐れ、戦前までこの山には女性が入ることが禁じられていた。かつて神職であるため差支えがないと石上山に入った巫女はその怒りにふれ、大雨風が起こり、姥石と牛石になってしまったという逸話も残されている。

山人 I（3話、4話、5話、6話、7話）

神隠し（8話）
黄昏時に子女が生活の痕跡そのままに忽然とその姿を消すという、各地にも類似の話がある神隠しに関する説話。遠野物語では寒戸という場所で梨の木の下に草履を残したまま娘が姿をくらました。その30年後、親類縁者が家に集まっているところ、突然姿をくらました娘が皆に会いたいからと再び姿を現した。かと思うと、また何処かへ去っていったとされている。
里での生活から突然居なくなるということは、その者と死別するということか、あるいは発狂して山野を彷徨うか、異質な存在や遠国の者にかどわかされるなど、さまざまな理由が考えられる。残された者達の悲しみや、諦め切れない苦しみに折り合いをつけるためにこういった話が残され、この事象が山人によるものであると「6話」や「7話」では説かれている。また、人里から離れた場所にはいかなる危険や未知なる存在がいるものか解らないため、見知った場所で生活していくことの安全を諭す事にもこういった話が用いられてきた。

母殺し（9話、10話、11話）
菊池弥之助という、若い頃駄賃付けに携わっていた者が遭遇した話では、道中、薄月夜に仲間とともに境木峠を通り、白樺の木々の生い茂る大谷地というところに差し掛かると、谷の底から突然「面白いぞー」という叫び声が聞こえたという。（9話）
また、ある時、菊池弥之助がきのこを採りに入った山で夜を越そうとしていると、遠くから「きゃー」という女の叫び声が聞こえたという。里へ帰ってみると、叫び声が聞こえた同時刻には妹がその息子に殺されていたという。（10話）
菊池弥之助の妹は母一人子一人の家にあり、息子が嫁をとるも、その嫁と姑の折り合いが悪かった。嫁は度々親里へ帰って戻らないこともあり、次第に息子の孫四郎は狂気を募らせてゆき、ついには母を生かしてはおけないと大鎌を研ぎ始める。この姿に尋常ならざるものを感じた母は事を詫びるも孫四郎はこれを聞き入れない。嫁も泣いて諌めるが取り付く島も無く、母が戸外へ逃れようとするのを見つけると、戸を閉ざして屋内に監禁した。日も傾く頃には母も終に諦め、囲炉裏の傍にうずくまり、ただ泣いていると孫四郎は十分に研いだ大鎌を左肩目掛けて振り下ろす。すると、母は弥之助が森で聞いたという悲鳴をあげた。一撃目は囲炉裏の火棚に引っかかりうまく切れなかったため、次いで右肩を目掛けて振り下ろしたが、これでも絶命には至らなかった。騒動を聞きつけた里の者達は息子を取り押さえ、警察官へ身柄を引き渡すが、その際も息子は暴れて巡査を追い回すなどした。母は滝のように血を流しながらも「おのれは恨も抱かずに死ねるなれば、孫四郎は宥したまはれ」と懇願する様子を見て、駆けつけた者たちに感動しない者はいなかったという。殺人を犯した孫四郎であったが、狂人であるとして放免され、家に戻って余生を過ごしたという。（11話）
この話には凶行に至るもその息子を宥す母、そして一連の騒動の証人となる村人といった話の内容に慈母譚の例を見ることができる。
乙爺（12話、13話）
土淵村山口に新田乙蔵という老人が居り、村の者からは乙爺と呼ばれていた。歳は90近くで体を病み、いつ死んでもおかしくない状態であった。この老人は、遠野郷に点在する館の主に関する話、村の家々の盛衰、伝承されてきた歌に関する話、山に伝わる伝説やその奥に住むという人の事などを村で最も知っていたが、あまりに臭いため近寄って耳を傾けようとするものは居なかった。（12話）
乙爺は生まれは良い家柄であったが、若い頃に財産を失い家を傾けたため、世間との繋がりを絶ち、山に小屋を建てて数十年一人で生活していた。甘酒を作り、界木峠を通る人々に売りに行くことで収入を得ており、通る駄賃付けの者たちからは父親のように慕われていた。時折収入に余裕のあるときには町へ降りてきて酒を飲み、赤毛布で設えた半纏を着て、赤い頭巾を被り、町中で踊りながら帰っていったものだが、警察にもこれを咎める者はいなかった。年老いてからは村へ戻り、子供たちは皆北海道へ移住してしまったため、独り残されて12話のような生活をおくり、明治42年（1909年）の夏頃に亡くなった。（13話）

オシラサマ I（14話、15話）

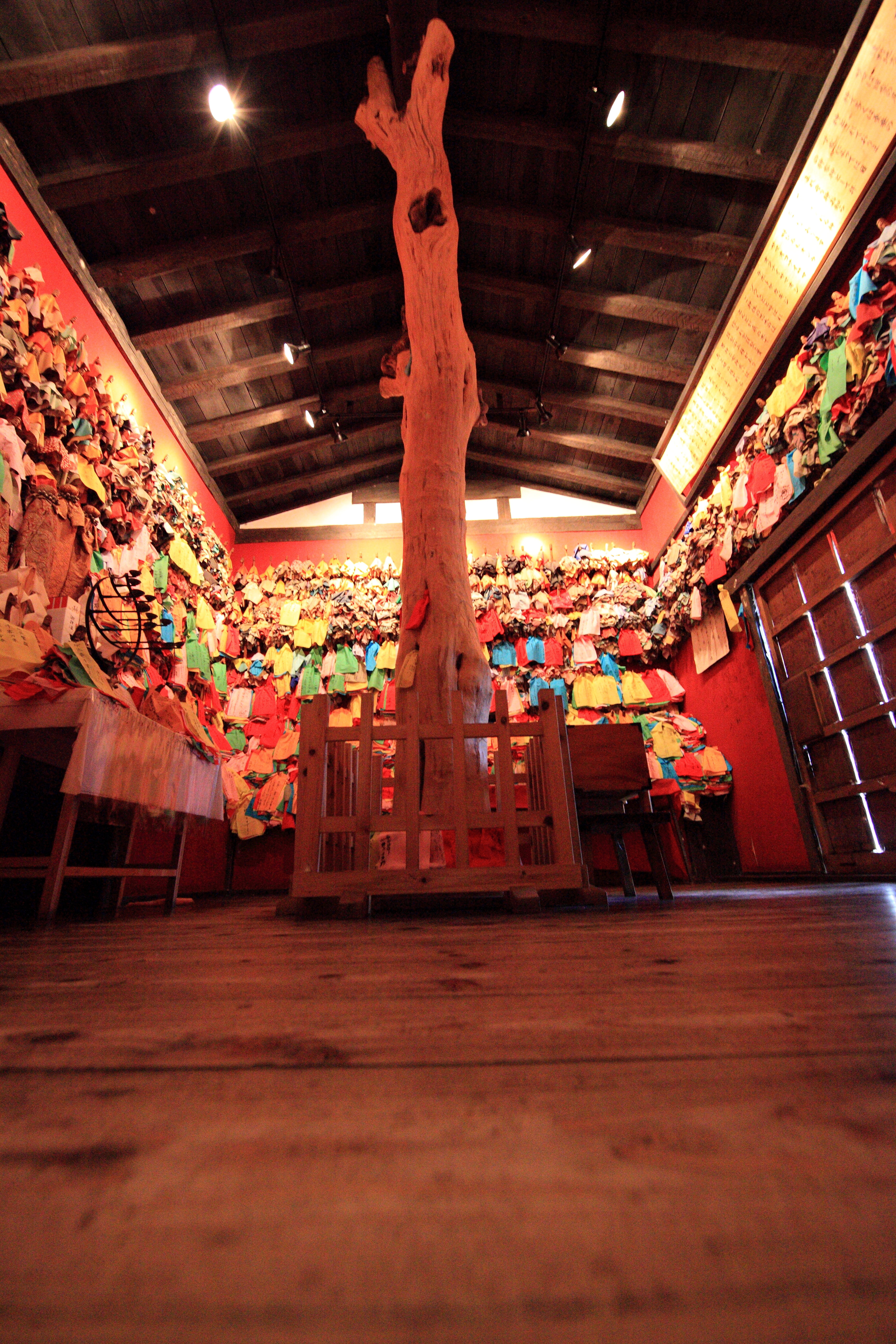
オシラサマ

部落に1軒は旧家があり、この家は大同と呼ばれ、オクナイサマという神を祀っている。この神の像は桑の木を削って顔を型取り、真ん中に穴の開いた四角い布を上から被せて衣装としている。正月の15日には小字中の村人達が集まってこれを祭っている。また、オシラサマという神もいて、同様に桑の木から造られ、正月の15日には白粉を塗って祭られることがある。大同の家には必ず畳一帖の部屋があり、この部屋で寝ると枕を蹴飛ばされる、体の上に乗られる、何者かに抱き起こされる、部屋から突き飛ばされるなどされ、静かに眠る事ができない。（14話）
オクナイサマを祀る家には幸せが多いという。土淵村大字柏崎の長者、阿部氏が田植えを行っていた時のこと。空模様が怪しいことから早々に田植えを行ってしまいたいと考えていたが、人手が足りず翌日に少し持ち越してしまいそうだと危惧していると、どこからとも無く背丈の低い男の子が現れ、田植えを手伝うと申し出た。昼飯時に差し掛かったので、食事をとらせようと辺りを見回すが姿が見えなくなっていた。しばらくするとどこからか再び現れ、サセ取りを手伝ってくれたこともあって無事、その日のうちに田植えを終える事ができた。主人は感謝し、夕食をご馳走すると男の子を誘ったものの、日が暮れても現れることは無かった。家に帰ってみると縁側に小さな泥の足跡が点々と残されていて、家の中を通ってオクナイサマの神棚の前で途切れていた。主人がゆっくりと神棚の扉を開けてみると、オクナイサマの像の腰から下は田圃の泥にまみれていてという。（15話）

 コンセサマ（16話）
コンセサマを祀る家も少なくない。この神の神体はオコマサマとよく似ており、石や木で男性器を模ってこれを祀るのだが、オコマサマの社は里に多く見られるが最近ではその数も少なくなった。
コンセサマとは金勢様、あるいは金精様の漢字が充てられる男性器を模った精神で、生命力の象徴に悪霊や邪気を祓う力、あるいは縁結び、子宝、安産祈願などの加護が得られると考えられ信仰されてきた。オコマサマは東北地方から関東にかけて馬の守り神として信仰されてきたが、祀られた当初は他の神を祀ったものとする考え方もある。多数の駒形神社や馬頭観音の石塔などが存在する遠野で名高い駒形神社は附馬牛の駒形神社であるが、これは中世阿曾沼時代に蒼前駒形明神を祀ったのが初まりとされている。この「そうぜん」という言葉はやまとことばには存在せず、駒形神社の宗社である水沢の駒形神社は延喜式神名帳にも記載されている式内社で、原初山の神である水分神を祀ったものであったという。こういった伝承により、本来の駒形の神というものは北方より伝来したアイヌ語における山の神と関わりのあるものであったが、奥羽からアイヌの影響力が失われていくと共にその原義を失い、何を信仰していたものかわからなくなったところに、全国有数の馬産地としての必要性から馬の神としての神格が与えられたものと考える説もある。いずれにおいても石や木でできた男性器を神体とする点で同じであるが、コンセサマは主として女の神であるの対してオコマサマは馬の神であり、別の神格を有している。『拾遺』14、15、16話などの話から佐々木喜善は少なくない伝承を柳田に語ったと考えられるが、柳田の性の民俗に関する伝承の考え方から、『遠野物語』に取り上げられた内容は極々概説的なものに限られている。
 ザシキワラシ（17話）
旧家にはザシキワラシという神様が住む事が少なくない。多くは12～13歳ほどの童子で、時折人に姿を見せることもある。先日も土淵村の大字飯豊の今淵勘十郎という家で、高等女学校で学ぶ娘が帰宅していた時のこと、廊下で男のザシキワラシに遭遇して驚いた事があったという。同じ村の山口に住む佐々木氏の家では、妻が独りで縫い物をしている時に、隣の部屋からなにやらガサガサと物音がするものだから板戸を開いてみるも人影は無く、しばらくは縫い物を続けていたが、しばらくすると今度は鼻を鳴らす音が聞こえてきたという。ザシキワラシが住む家は名誉も財産も思うがままだという。

 孫左衛門家の盛衰（18話、19話、20話、21話）
ザシキワラシは女の子供の場合もあるという。土淵村山口の、山口孫左衛門の家には童女のザシキワラシが2人いると伝えられていたが、ある日、同じ村に住む男が街へ出て、その帰り道に橋を渡ろうとしていると、向かいから見知らぬ童女が2人歩いてくるのに出くわした。2人はなにやら考え事をしているようで、男はどこから来たのか尋ねてみると、山口の孫左衛門の家から来たとの事であった。行き先も尋ねてみると、ある村の豪農の家の名を答え、男はこれはおそらくザシキワラシであろう、孫左衛門の家もそう永くは無いだろうな、と思った。ほどなくして、孫左衛門の家では主従20数名が茸の毒にあたり死亡し、その間に出かけていた7歳の娘だけが生き残ったという。(18話）
孫左衛門の家である日、梨の木の周囲に見たことのない綺麗な茸が生えているのに気づき、これを食べるか否かで男たちが相談していた。孫左衛門はあまりに綺麗な茸には毒があるものだ、と食べるのを止めるよう忠告したが、一人の下男がどんなきのこであっても、水を張った桶にいれ、苧殻（アサの茎）でもってよく廻してから食べればあたることはないものだ、と言うのでこれを信じて皆は食べることにした。命の助かった娘はその日、遊びに夢中で昼飯を食べに家に戻らず、難を逃れたという。残された者たちが突然の主人の死に動転している間、生前に主人に貸しがあった、あるいは約束をしていたなどと言う者が次々に現れ、孫左衛門の家からは味噌の類まで持ち出されてしまい、この村はじまっての長者であったが瞬く間に滅んでしまったという。（19話）
これらの悲劇が起こる前にはさまざまな異変があったという。下男たちが刈っていた秣を取り出そうと鍬で掻き出していると、その中から大きな蛇が出てきた。主人の孫左衛門は蛇を殺さないよう下男たちに命じたが、下男たちはそれを聞かず勝手に殺してしまった。すると、秣の下からは小さな蛇たちが次々と出てきたので、下男たちは面白半分にそれも皆殺しにしてしまった。それだけの数の蛇ともなると捨てる場所も無いので、下男たちは屋敷の外に蛇塚を作り、そこに蛇を埋めたというが、埋めた蛇の数は竹籠で何杯もの数になったという。（20話）
孫左衛門とは村に珍しい学者で、京都より和漢の書を取り寄せては読みふけるような者であった。狐と親しくなることで家に富をもたらそうと考え、庭に祠を設置し、自ら京都に出向いて正一位の神階を得て日々油揚げを供えることを欠かさないなど、少し変人とも言われていた。そうして孫左衛門には狐も慣れ、近づいても逃げたりせず、時には首を掴ませる事も許すほどに気を許すようになったというが、それを聞いた薬師の堂守は、うちの仏様は何も供物を捧げずとも、孫左衛門の狐よりご利益があると度々笑いものにしたという。（21話）
 丸い炭取り（22話、23話）

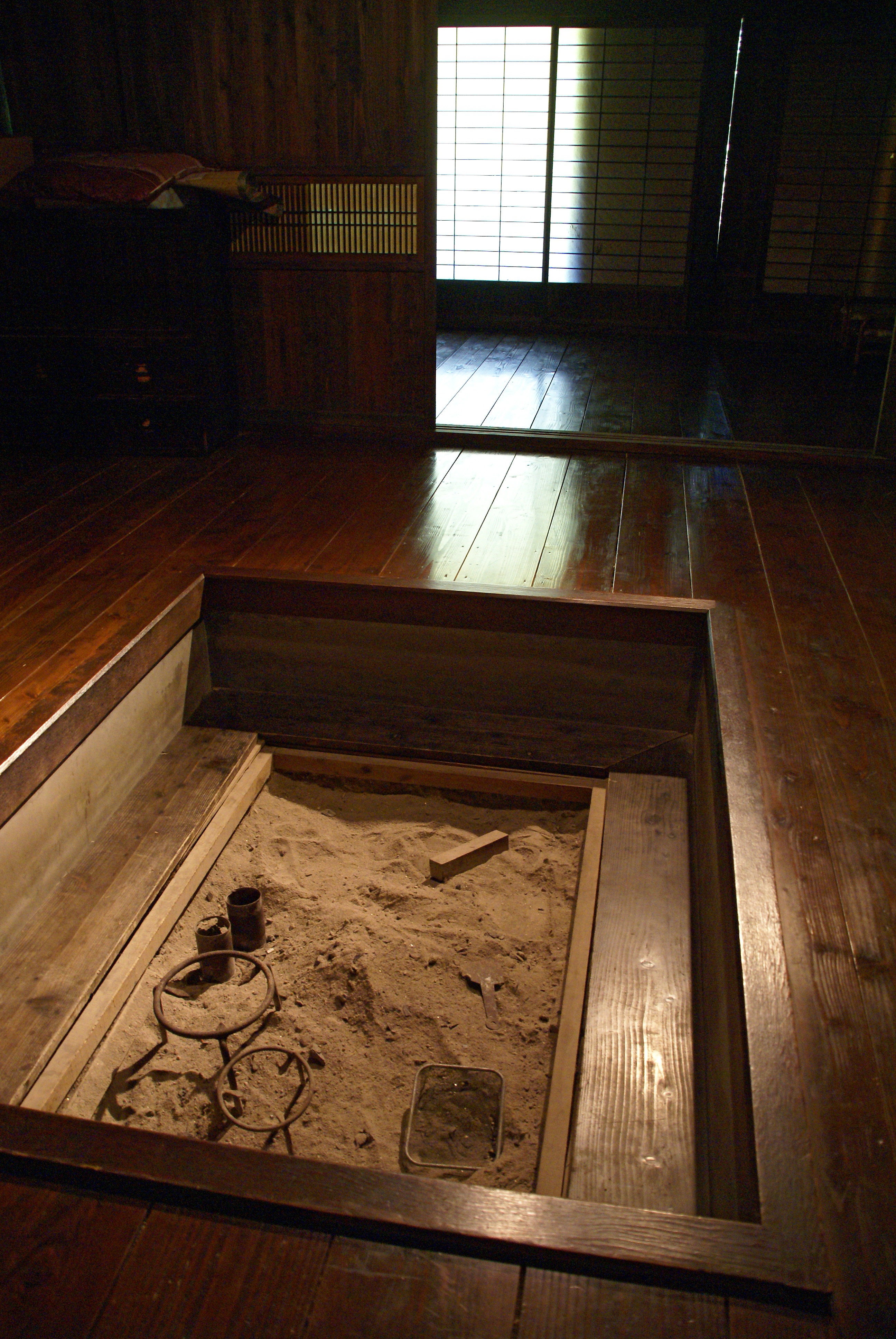
囲炉裏

佐々木氏の曾祖母が年をとって亡くなった時のこと。納棺も済ませ、わけあって気が触れたことで離縁になった娘もその日は家に集まり、親族一同が座敷で眠っていた。喪に服す間は火の気を絶やさずにいるのが慣わしのため、その夜は祖母と母が常居の囲炉裏の前で夜通し火の番を務めていた。母が炭取りを使って炭を継ぎ足していると、裏口の方からこちらへ近づいてくる足音が聞こえてきたため、そちらの方へ目を向けると、入ってきたのは亡くなったはずの曾祖母であった。身に着けた着物も生前からの特徴そのままで、皆が眠る座敷の方へ向かって二人の座る囲炉裏の脇を通ると、二人は声もあげられず、曾祖母の裾に触れた丸い炭取りだけが、ただくるくると回っていた。母は気の強い人だったので、通り過ぎた曾祖母を目で追いかけると、その先の座敷から、離縁になった娘の「おばあさんが来た」とけたたましく叫ぶ声が聞こえた。寝ていた者は皆、その声に目を覚ましたが、ただオロオロと驚くばかりであった。（22話）
その曾祖母の27日の逮夜のこと、夜更けまで知り合いや縁者が集まって皆で念仏をあげていた。用も済んで皆が帰り始めた頃、門口の石にまたしても亡くなった曾祖母の姿があった。後姿が曾祖母の特徴そのままだったので、見た者は誰もその存在を疑いはしなかったが、なぜそこに居たのかはついに誰にも解らなかった。（23話）

 大同の家（24話、25話）
村の旧家を大同と呼ぶのは、大同元年（806年）に甲斐の国から移り住んだことに由来しているという。大同は坂上田村麻呂の蝦夷征討の時代であり、甲斐国は南部家の本国である。これらの伝説が合わさってこのようないわれになたのではなかろうか。（24話）
大同の祖先たちがこの地に辿り着いたのは年の暮れであった。急いで門松をこしらえたが、片方の門松を立て終わる前に年が明けてしまった。そのため、この家々では片方の門松を伏せたまま、注連縄を渡すことを吉例としているとの事である。（25話）
 田中円吉（26話）
柏崎の田圃のうちと呼ばれる阿倍氏は遠野有数の旧家であり、この家の先代は彫刻の巧みな者で、遠野一帯の神仏の像にはこの者の作であるものが多い。
田中家の当主は代々円吉を襲名し、二代目円吉も彫刻に長けていた。題目の円吉は文化十年（1813年）頃の生まれで明治26年（1893年）に亡くなった八代目で、土淵村本宿の石田家からの養子と考えられている。明治以前に常堅寺が京都から仏師を招いて十六羅漢や延命地蔵を作らせた際に仏像彫刻の技術を会得したという。この者の作品には土淵村山口にある薬師堂の十二神将、常堅寺の地蔵菩薩、早池峰神社の神門の随神像、田中家の薬師如来などがあり、常堅寺の仁王像移転にも関わっているという。田圃のうちの屋号を持つ田中家がなぜ安倍氏と名乗ったのか、その理由は明らかになっていない。
 池端の石臼（27話）

遠野にある池端という家の先代の主人が宮古に用事があってその帰り道、閉伊川の辺、原台に差し掛かったあたりで若い女に出会った。この女は「遠野の物見山の中腹にある沼で、沼に向かって手を叩けば宛名のものが出てくるのでこの手紙を届けてほしい。」と頼むので、主人は訝しがりつつもこの頼みを引き受けた。引き受けたとはいえ、怪しく思いながら道を進んでいくと六部に行き会い、事の経緯を説明すると六部は手紙の内容を読み、主人に「この手紙をこのまま持っていけばあなたには大変な災いが降りかかるだろう」と言って手紙の内容を書き換えた。この手紙を持って、言われたように主人は物見山の中腹にある沼で手を叩くと、若い女が出てきてその手紙を受け取った。女は読み終えると主人を労い、お礼にと小さな石臼を主人に手渡した。この石臼は米粒を一粒入れて回すと1枚の黄金が出てくる不思議な石臼で、みるみるうちに池端の家は立派になった。だが、強欲な妻はそれに満足せず、主人が留守の合間にたくさんの米を入れてたくさんの金を得ようとした。すると石臼はひとりでに廻り続け、傍らにあった主人が毎朝石臼に供えた水を捨てていた水溜りに沈んでいき、そのまま見えなくなってしまった。その水溜りは後に小さな池となり、池端という名はこの出来事に端を発しているという。

 山人 II（28話、29話、30話、31話）

 畑屋の縫（32話）
千晩ヶ嶽の山中には不思議な沼がある。この沼から湧き出る水のせいか谷一帯は生臭いにおいが立ち込め、山に入って帰ってきた人は何人も居ないという。昔、何の隼人という猟師が山中で白い鹿を見つけたのでこれを追っていくと、鹿は谷を越え、山を越え、この山へと逃げ込んでいった。隼人は来る日も来る日も辛抱強く鹿を待ち続け、千晩がたったころついに鹿を見つけた。鹿を撃つと鹿はさらに逃げていくが、次の山で片足が折れて、舞い戻った千晩ヶ嶽で終に息絶えた。このことから隼人が千晩待ち続けた山を千晩ヶ嶽と呼ぶようになり、鹿の片足が折れた山を片羽山、絶命した場所を死助と呼ぶようになった。死助にて死助権現として祀られているのはこの白鹿だという。
この話は三山の由来譚であり、その舞台となったのが千晩ヶ嶽、現代における釜石市の仙磐山となる。「縫」は「鵺」とされることもあり『拾遺』や『聴耳草子』などに多く取り上げられ、題目の畑屋の縫に関する伝承は遠野市上郷町細越の小字である畑屋に伝わっている。この地には「縫」を祀ったとも、殺めた「畜霊」を祀ったとも云われる畑屋観音堂があり、その棟札には延宝六年（1678年）に機屋村高橋縫之介から頼まれ、中沢村の工藤氏藤九郎が参拝に行った京都で仏師から買い求め、この年の5月14日に購入し、同月29日に届けたものと記されている。この時高橋縫之介は31歳であったという。また、釜石市甲子町には千晩神社があり、その由緒によると勧請されたのは文禄二年（1593年）頃で、次のような伝承がある。
 元文三年（1738年）機屋ノ奴ハ国守ノ命ヲ受ケ千晩山ニ九百九十九日籠リ将ニ千日ニナラントスル暁、千晩様ノ御告ニ依リ国守所望ノ鰭広ノ大鹿ヲ見付ケ之レガ俊足ノ蹄ヲ狙ヒテ少シモ傷ツケスニ射止メテ国守ニ献セリト云フ、其ノ際機屋ノ奴ノ使用セシ鍋ヲ千晩ニ納メタリト云ヘトモ今ハ無シ  —  釜石市文化財報告書　第十五集『歴史の道　「甲子道と小川新道」』 
中世の遠野は阿曾沼氏に代わって南部氏が南下して支配する一方、北上する仙台の伊達氏との間で境界にあった。旧領主であった阿曾沼広長や新支配者の鱒沢左馬之助などと伊達藩の間には三度の戦闘があり（平田・赤羽根峠・樺坂峠の戦い）、さらにその後、小友の赤坂金山の支配権を巡り南部と伊達との境は緊張状態が続いた。それを受け、藩境を明確にするために藩境塚が設置され、御境古人が任命された。元禄10年（1697年）に記された「遠野領における境論争の有無についての書上」には盛岡へ出頭した古人7名の中に「鳥海長峰よりひこう峠迄之様子存候百姓縫殿」という名があり、文書に「縫殿」という名が確認できる。あるいは、享保七年（1722年）の「御境古人共由緒書上之事」に寄るところ、遠野領の藩境には小友の五輪峠から仙人峠の仙人堂までに7人の古人が充てられ、その中にはたや六左衛門七十五という人物が書き記され、高橋縫之介とはたや六左衛門はいずれも慶安元年（1648年）に生まれたことになる。これらの事から「百姓縫殿」と「高橋縫之介」と「はたや六左衛門」は同一人物と考えられている。
仙磐山は鉱物の標本とも言われるほどの鉱産地であり、その開山譚の背景には六角牛山、片羽山、権現山、五葉山らに深い関わりを持った「畑屋の縫」がいたのではなかろうかとも考えられている。
 白望山（33話、34話、35話）
白望の山で野宿をすると、深夜であるにもかかわらずあたりがぼんやりと明るくなる事があるとされ、秋に茸を採りに入った者達が遭遇する事が多い。あるいは、同じく真夜中であるにもかかわらず、谷の向こうで木を切り倒す音や何者かの歌声が聞こえてくることもあるという。その他にも、5月に萱を刈りに山に入った際、遠くに満開の桐の花が咲いている山があり、たくさんの人がその木を間近で見ようと山に入ったが、誰一人として木の生えた場所まで辿り着くことはできなかった。また、山奥で金の樋と杓子を見つけた者がいて、持ち帰ろうと試みたというが、あまりに重く持ち上げる事が出来ない。しかたがないので、持ち合わせた鎌で削って持ち帰ろうとするも、鎌の刃がこぼれるだけで傷つけることもできない。しかたがないので一度出直そうと、木に傷を付けながら帰っていき、翌日に人を連れて再びその場所を目指したが、再びそこへ辿り着くことはできなかったという。（33話）
白望の山の峰続きに離森という土地があり、そこの小字である長者屋敷という場所はまったく人気の無い場所であるが、そのような淋しい場所であっても炭を焼いている者がいる。ある夜、髪を二つに分け、長く垂らした女が炭焼き小屋の中を覗き込んでいたという。この辺りでは深夜に女の叫び声を聞くことは少なくないという。（34話）
佐々木氏の祖父の弟が白望の山に茸を採りに行き、夜に野宿していた時のこと、谷を隔てた向こうの森を横切って、長い髪を振り乱した女が走っていくのが見えた。まるで飛んでいるかのように見えるも、すぐに消えてしまったが、その際「待てちや」と二声ばかり声が聞こえたという。（35話）
 狼 (おいぬ)（36話、37話、38話、39話、40話、41話、42話）
遠野では狼の事を御犬と呼び、猿の経立もそうであるが、狼の経立もまた恐ろしいものである。ある雨の日、小学校から帰る子供が、山口の村に近い二ツ石山で所々に狼がうずくまっているのを目撃した。正面から見ると生まれたての子馬ほどの大きさに見えるが、後ろから見ると存外小さい。とはいえ、狼の呻き声ほど恐ろしいものはない。（36話）
昔は境木峠と和山峠の間で駄賃付の者がしばしば狼に遭遇したという。夜に峠を越える時にはたいてい10人くらいで行動し、1人あたりの引く馬は一端綱といって、5、6頭から多くても7頭、全体で馬の数は4～50頭程度になる。ある時、駄賃付の集団が2～300匹ほどの狼に狼に襲われた事があり、その足音は山も鳴り響くほどで、あまりに恐ろしく、馬も人も一ヶ所に集まって火を焚いて襲われないようにした。それでも火を飛び越えてこようとする狼がいるので、馬の綱を解いて周囲に張り巡らしたところ、狼は訝しがり、それ以上襲いかかってはこなかったものの、朝まで周囲で吠え続けていた。（37話）
小友に住むとある老人が町に出て、その帰りの事。狼の鳴き声が聞こえたので、酔っていたその老人はその鳴き声を真似てみたところ、狼が吠えながら後を付いてきたという。さすがに恐ろしくなった老人は急いで家へ帰り、戸を堅く閉ざして息を潜めていたが、一晩中狼の鳴き声は止まなかった。夜が明けて外へ出てみると、馬屋の土台の下に穴を掘り、7頭いた馬が全て食い殺されていたという。それからこの家は身代が傾き始めたと云われている。（38話）
佐々木喜善は幼い頃、祖父と2人で山から帰る際、村の近くの川の崖の上に大きな鹿が倒れているのを見た事があるという。その鹿の腹は食い破られ、死んで間もないからかそこからは湯気が立っていた。祖父はこれは狼がやったのだろう、この鹿の毛皮は欲しいが、狼が近くに潜んで見ているからこれは取ってはならない、と話したという。（39話）
三寸（9センチ強）もあれば狼は草むらに身を隠す事ができる。草木の色の移ろいにあわせて狼の体毛も季節ごとに変わっていく。（40話）
和野の佐々木嘉兵衛が、秋も終わりに近づき、木の葉も散って山もあらわになった時期に境木越えの大谷地へ狩りに行った時のこと。向かいの峰から何百頭もの狼がこちらへ向かって走ってくるのが見えたため、恐ろしくなってこれをやり過ごそうと木に登ると、狼の群れは木の下を足音を響かせ、北を目指して走り去っていった。その頃から遠野の野山からは狼の数が目立って少なくなったという。（41話）
六角牛山の麓にヲバヤ、板小屋という場所がある。ある年の秋、飯豊村の者が萱を刈りにこの場所に行った際、岩穴の中に子供の狼が3匹いるのを見つけ、2匹は殺し、1匹を持ち帰った。それからというもの、狼は他の村の馬を襲うことなく、飯豊の村人の馬を襲うようになった。困った飯豊の村人は狼狩りを行う事にし、その中には普段から力自慢で通った鉄という男もいた。狼を探しに草原まで行くとそこには数匹の狼がいたが、雄の狼は警戒して遠くから様子を伺っていたが、雌の狼は鉄に飛び掛ってきた。鉄はとっさに脱いだワッポロ（仕事着）を腕に巻き、狼の口の中へ突っ込むと、狼は腕に噛み付いてきた。鉄は加勢を求めるも皆恐れて近寄れず、鉄は腕を狼の腹にまで押し込み、狼はその場で死んだものの、鉄の腕の骨を噛み砕き、程なくして鉄も亡くなったという。（42話）
 熊と「熊」（43話）
上郷村に熊という男が居た。ある雪の日、知人とともに六角牛山に狩りに行くと、谷深く入った場所でクマの足跡を見つけたため、これを追うことにした。熊が峰を進んでいくと、岩の影にクマがいるのを見つけた。その時、すでに銃を構えるには近すぎる距離のため、熊は銃を捨てるとクマに掴み掛かっていった。知人は熊を助けようとするも、ただ斜面を転がり落ちていく様子を見届けることしかできずにいた。やがてそのままの状態で谷川へ落ち、ちょうど熊が下になった状態であったため、その隙を見計らってクマを討ち取る事ができた。熊は溺れることも無く、爪の傷跡はあったものの、命に別状は無く、この出来事は一昨年の遠野新聞（明治39年11月10日の遠野新聞第13号）にも取り上げられるものとなった。
この話では熊はクマと格闘してもほぼ無傷で生還した屈強な男と書かれているが、新聞記事の内容とは異なる部分がいくつかある。遠野物語では知人と2人で六角牛山へ入ったとなっているが、遠野新聞では篠切の季節（旧暦の10月から雪の降りはじめる季節）に佐藤末松を筆頭とする7～8人からなる一団が沓掛山で遭遇した事件とされている。熊と呼ばれた畑屋の松次郎は負傷で目も当てられない状態となり、着衣はずたずたに裂け、クマが噛み付こうとした際に拳を口に押し込んで難を逃れたために手は酷い有様で、発行時点でも治療を必要としていたとなっている。あるいは、松次郎の近所に住む高橋金助の証言によれば、こちらは怪我は負ったものの、病院へ行く必要があるような状態では無かったとされており、新聞では読み物として面白くするために誇張されていたのではないかと考えられている。
 猿の経立（ふったち）（44話、45話、46話、47話、48話）
六角牛山の峰続きに橋野という村があり、その上にある金鉱で使われる木炭を焼いて生計を建てていた人達の中に笛のとても上手な者がいた。ある日、昼の間に小屋で寝転んで笛を吹いていると、小屋の入り口でなにやら気配がしたのでそちらを見てみるとそこには猿の経立がいた。驚いて起き上がると、おもむろに走り去っていった。（44話）
猿の経立は人と同様に女を好み、里の女性をさらっていく事がある。また、毛を松脂で固め、その上に砂をつけているため、体毛は鎧のようになり鉄砲の弾も通らない。（45話）
栃内村の林崎に住む何某という50歳に近い男が、10年ほど前に六角牛山へ鹿撃ちに行った時の事。鹿を呼び寄せるためにオキ（鹿笛）を吹くと、猿の経立が姿を現した。笛の音を鹿の鳴き声と思ったのか、大きな口を開け、竹を掻き分けて峰を下ってくるので驚いて笛を吹くのを止めると、経立もそれに気づき谷のほうへ走り去っていった。（46話）
遠野では子供を戒める際、六角牛山さんの猿の経立が来る、とよく聞かせる。この山には猿がそれほど多く、緒桛の滝を見に行けば、崖の梢にはたくさんの猿がいる。中には人を見ると、逃げながら木の実などを投げつけてくる猿もいる。（47話）
仙人峠にも猿がたくさんいて、旅人などに石を投げつけて楽しむ猿もいる。（48話）
 仙人堂（49話）
仙人峠は登りが15里、下りが15里あり、その中間地点には仙人の像を祭ったお堂がある。そして、このお堂の壁は旅人たちが山中で遭遇した不思議な出来事を記すのが昔から慣わしとなっていた。例えば、何月何日の夜に越後から来た者が山中で髪を長く垂らした女に遭遇したところ、女はこちらを見てにこっと笑った。あるいは、猿にいたずらをされた、三人の盗賊に遭遇した、といったことが書き記されていた。
実際は遠野側の沓掛からと釜石側の大橋からでは、大橋からの方が2倍弱の距離があり、厳密には中間地点ではない。この峠には仙人が住むと伝えられ、昭和に入ってからも団体写真を撮れば1人多く写ると云われてきた。昭和10年代に遠野の市川洗蔵によって雨風がしのげる程度の堂が奉納され、その後、トンネルが開通したことにより人通りが少なくなってからは仙人堂の本尊は上郷町佐生田へと遷された。

 花 いろいろの鳥（50話、51話、52話、53話）
死助の山には5月の閑古鳥の鳴く頃になるとカッコ花が咲き、遠野の女や子供達はこれを採りに山へ行く。酢に漬けておけば紫色になり、酸漿の実のように吹いて遊ぶこともあり、若い者達の恰好の娯楽となっている。（50話）
山には様々な鳥が生息しているが、最も寂しい声で鳴くのはオット鳥である。夏の夜中に大槌町の方からやって来る駄賃付けの者などが峠を越える際、谷底の方から聞こえてくるという。この泣き声には謂れがあり、かつて長者の娘が親しくしていた男と山へ行った時のこと、気がつくと男の姿を見失ってしまったという。娘は夜になるまで探し続けたが、結局見つける事ができず、終に鳥になり、哀れな泣き声で探し続けているという。（51話）
馬追鳥はホトトギスに似ているが少し大きく、羽の色は茶を帯びた赤で、肩には馬の綱のような縞が、胸の辺りにはクツゴコのような形がある。この鳥にも謂れがあり、ある長者の奉公人が山へ馬を放しに行って、帰ろうとすると1頭足りないことに気がついた。夜通し居なくなった馬を探して山を彷徨うが見つからず、終には鳥になってしまったという。馬追鳥は「アーホー」と鳴き、この地方では馬を追う際に似た声を上げるのだという。また、この鳥は時折里に来て鳴く事があるというが、これは凶作の前触れとされている。（52話）
郭公と時鳥は前世で姉妹であったと伝えられている。ある時、姉が掘った芋を焼き、周りの堅い部分を自分が食べ、真ん中の部分を妹に与えた。すると、妹は姉がおいしい部分を独り占めしているものと考え、憎らしくなり姉を包丁で殺してしまった。姉は鳥になり、方言で堅い部分を意味する「ガンコ、ガンコ」と鳴いて飛び去ってしまった。妹は姉が自分によい部分をくれていたのだと気づくも悔恨にさいなまれ、同じく鳥となって「包丁かけた」と鳴いているのだという。（53話）
 閉伊川の機織淵（54話）
閉伊川の流域には淵が多く、これにまつわる伝説も多数残されている。小国川との落合に川井という村があり、そこの長者に奉公する男が淵の近くで木を切っていると、誤って淵に斧を落としてしまった。主人の斧を無くしてはいけないと、男は淵に潜って斧を探していると、水底に近づくとなにやら物音が聞こえてきて、この音のする方へ近づいてみると、岩陰に家がある事を発見した。家を覗いてみると中では美しい娘が機を織っており、機織台の傍には落とした斧が立てかけてあることに気がついた。斧を返してもらうよう声をかけると女は振り返り、その女は2～3年前に亡くなった長者の娘であったという。「斧は返すので、私がここにいることは誰にも言わないで下さい。約束するなら財産を増やしてさしあげます」と女が言い、それ以降、男は博打で勝ち続け、自分の田畑を持てるくらいに豊かになったという。しばらくその女の事も忘れて生活していたが、ある日町へ出る際、その淵の近くを通りかかったものだから男は連れ立った友人にその事をつい口にしていしまうと、あっというまにその話は村中に広まってしまい、その頃から家産は傾き始め、終いにはまた長者の下で奉公する生活に戻ってしまったという。この話は長者の耳にも入り、長者は何を思ったのか人を使ってその淵に熱湯を注ぎこませたというが、淵は特に変化も無く、そのままあり続けているという。
 河童（55話、56話、57話、58話、59話）

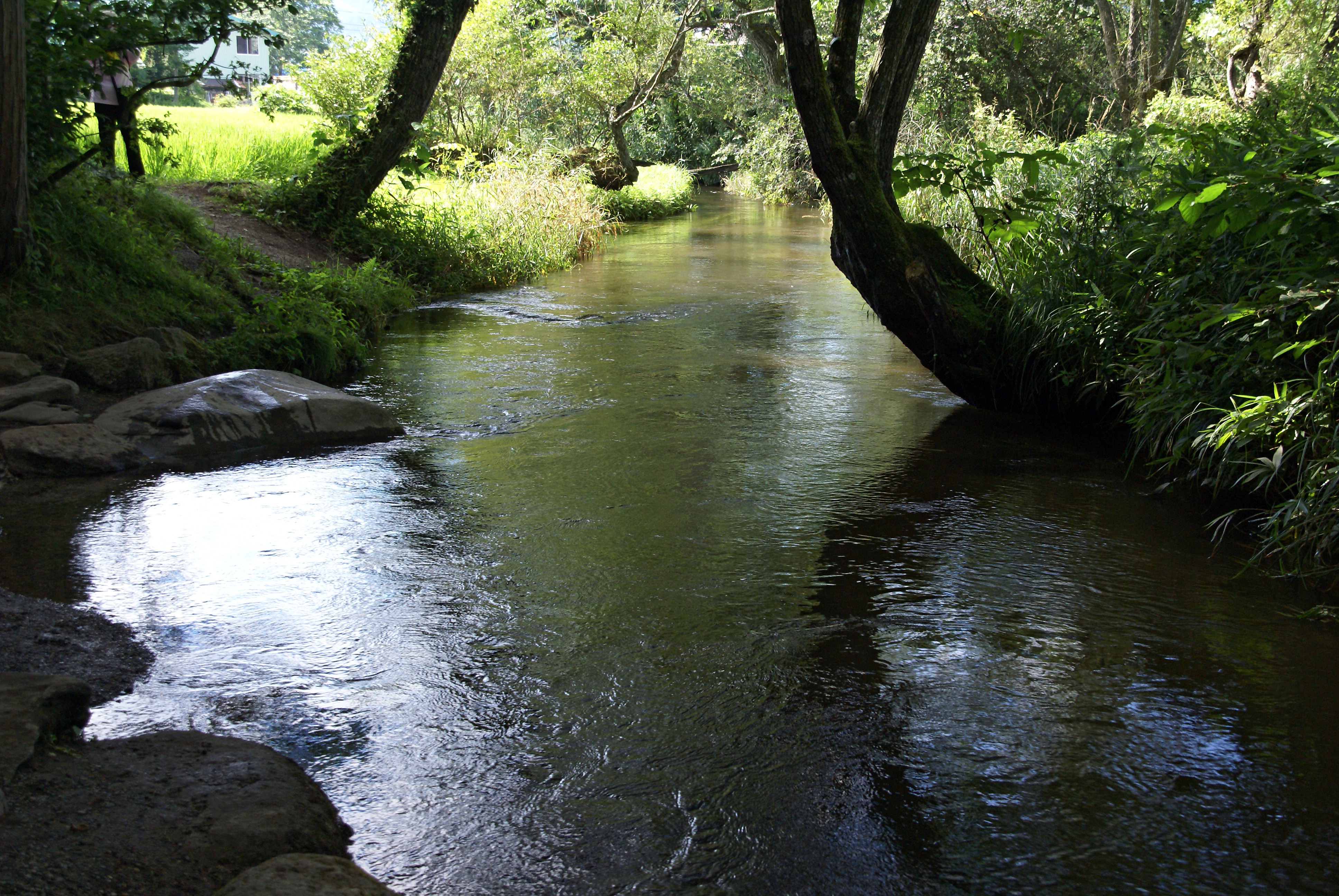
河童淵

 

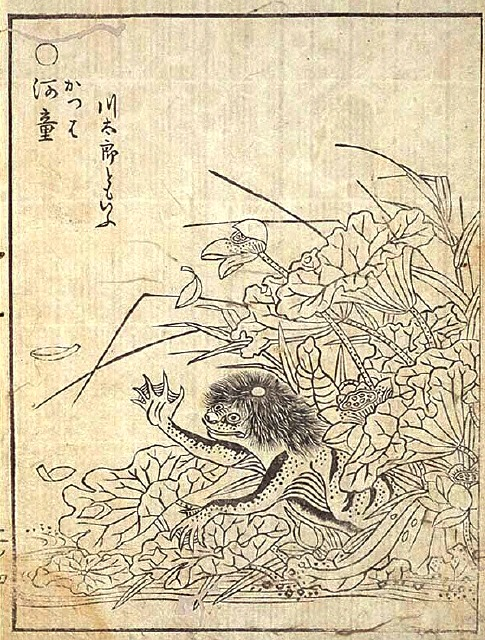
河童

 鉄砲撃ち（60話、61話、62話）
和野村の嘉兵衛爺が雉子を撃とうと雉子小屋で待ち構えていると、雉子はやってくるが、その度に狐が現れてこれを追い払ってしまう。嘉兵衛は狐が憎らしくなり、この狐を撃つことにした。狐がこちらを向いて涼しげな顔をしているので狙いを定め、引き金を引くが火薬に火が点かない。胸騒ぎがしたので銃口を除いてみると、いつのまにか銃身には土が詰められていた。（60話）
嘉兵衛は六角牛山入った際、白鹿に出会った事があるという。白鹿は神の使いと言われており、殺せば必ず祟りがあると考えられていたが、この機を逃せば世間から嘲られ名が廃るとも思い、これを討つ事を決めた。手ごたえがあるにもかかわらず撃った白鹿が微動だにしないため、胸騒ぎがし、常日頃から魔除けとして携えている黄金の弾丸を取り出し、これに蓬を巻きつけて撃つが、それでも鹿は動かない。さすがに怪しく思い、近づいて確認してみると、鹿の形によく似た白い石であったという。数十年山で猟師で生計をたててきた者がこんな見間違いをするはずが無い、何か魔性のものに誑かされたと思い、この時ばかりは猟師を辞めようと考えたという。（61話）
同じく嘉兵衛は、夜の山中で赤い僧衣を纏った者に遭遇した事があるという。夜の山中で小屋を作る時間も無かったため、適当な大木の下で、周囲に三途縄を巡らせて銃を抱えてまどろんでいると、真夜中に突然物音がし、僧侶の恰好をした者が衣を羽ばたかせ、その木の梢に飛び掛ってきたという。嘉兵衛は身構えて銃を放ったものの、その者は中空を羽ばたいて何処かへ去ってしまった。三度恐ろしい出来事に遭遇し、その度に猟師をやめようかと考え、氏神に願掛けなどもしたが、結局思い返して年をとるまで猟師を辞める事ができなかった、と人には語っていたという。（62話）
 マヨヒガ（63話、64話）

小国の三浦某という家は、今でこそ村一番の金持ちだが、2～3代前は貧しい家であった。この家の妻は魯鈍な人だったが、その妻がある日、角前を流れる川を遡って、山まで蕗を取りに行った時の事。あまりよい蕗がないものだからついつい山奥まで入り込んでしまうと、山中に立派な黒い門の家があることに気がついた。訝しがりつつも家の中に入ってみると、大きな庭には紅白の花が咲き、鶏がたくさん放し飼いになっていた。家の裏手に回ってみると牛小屋にはたくさんの牛がいて、馬舎にはたくさんの馬がいる。しかし、どこにも人の気配はしなかった。家人はいないものだろうか、と妻は玄関へ向かってみると、奥の間には朱と黒の立派な膳椀がたくさん用意されており、隣の座敷では火鉢で鉄瓶の湯が沸いているにもかかわらず、それでも人の気配を見つけることはできなかった。もしやここは山人の住居なのではないだろうか、そんな考えが頭をよぎると妻はとたんに恐ろしくなり、急いでその場所を立ち去った。無事に家に着いたので、この出来事を人に話してはみたが、信じるものは誰もいなかった。後日、角前で洗い物をしていると、とても美しい椀が流れてきたので妻はそれを拾い上げた。美しい椀ではあるが、食器として使おうと言えば汚いと叱られると思ったので、妻はこれをケセネギツに入れて、ケセネ（雑穀）を計るのに使うことにした。それからというものの、いつまでたってもケセネは無くならず、そうして三浦家は今のように豊かな家になったという。遠野ではこのような山の中の不思議な家をマヨヒガと呼び、マヨヒガはその者に富を授けるために現れ、そこに行き着いた者は家畜でも道具でも、何かしら家の物を持ち帰るよう伝わっている。この妻の場合では、女が無欲であったため、椀が自ら妻のところまで流れ着いたものと云われている。（63話）
白望の麓にある金沢村は、上閉伊郡の中でもとりわけ山奥にあるため、人の往来はとても少ない。6～7年前、この村から栃内村のある家へ婿に行った者が、実家へ帰る道中、やはりマヨヒガへ行き当たった。家屋の様子、牛、馬、鶏といった家畜がたくさんいること、紅白の花が咲いていること、それら話に聞いたままであった。話に聞いたように家の中に入ってみると、膳椀が置かれた部屋があり、座敷には今から茶を入れるかの如く湯のたぎった鉄瓶が置かれ、便所には人が立っているようにすら感じられた。しばらく呆然としていたものの、だんだん怖くなり、引き返してみるとそこは小国の村里だった。小国でこの話をしてみたが誰も信じなかったが、山崎で話してみると「それこそマヨヒガだ、膳椀を持ち帰って長者になろう」と婿に案内をさせてたくさんの人が山へ入っていったが、門があったであろう場所に行ってみても何もなく、婿が金持ちになったという話も聞こえてはこなかった。（64話）

 安倍伝説（65話、66話、67話、68話）
早池峰は御影石の山で、この山には小国の方角へ向いた場所に安倍ヶ城という岩窟がある。険しい崖の中程にあり、人が容易に辿り着けない場所であるが、ここには今でも安倍貞任の母が住んでいると伝わっている。翌日は雨になりそうな夕方などには岩戸を閉ざす音が聞こえてくるとされ、小国や附馬牛の人々は安倍ヶ城の錠の音がするから明日は雨になる、などと言う事があるという。（65話）
同じく早池峰山の附馬牛寄りの登り口にも安倍屋敷と呼ばれる岩窟があり、とにかく早池峰山は安倍貞任に縁のある山である。小国側の入口にも八幡太郎の討ち死にした家臣を埋めたとされる塚が3つ存在している。（66話）
安倍貞任に関する伝説はこのほかにも多く、かつては橋野といわれた栗橋村と土淵村の境、山口から2～3里ほど登った山中に開けた場所がある。そのあたりは貞任と呼ばれ、沼があり、かつて安倍貞任が馬を休ませた場所とも陣屋を構えた場所とも伝えられている。（67話）
土淵村には安倍貞任の末裔という家があり、その家は今も屋敷の周りの堀には水をたたえ、刀剣や馬具の類も多数残されている。当主は安倍与右衛門という者で、村会議員を務めている。安倍貞任の子孫はこの家の他にも多く、盛岡の安倍館の近くにもある。小烏瀬川の折れ曲がった場所には八幡太郎が陣を構えたとされる場所があり、ここから遠野の町へ向かった場所に八幡山という小高い丘があり、安倍貞任はここに陣を構えたという。これらの場所は20余町ほど離れており、一連の戦の出来事から名前がつけられたと考えられている似田貝、あるいは足洗川という地名があり、矢戦をしたという伝承を裏付けるように周辺からは鏃が発掘されたこともある。（68話）
 オシラサマ II（69話、70話）
土淵村には大同という家が2軒あり、山口の大同は主人の名前が大洞万之丞といい、この人の養母であるおひでは80歳を越えてなお健在であった。佐々木喜善の祖母の姉にあたり、魔法に長けていたという。呪いでもって蛇を殺したり、木に止まった鳥を落とすのを佐々木喜善は見せてもらった事があるという。そのおひでが語った話に、次の話がある。昔、貧しい百姓がいて、早くに妻を亡くしはしたものの美しい娘と馬を所有していた。娘はこの馬のことを愛しており、夜になれば馬と共に眠り、ついには馬と夫婦になったという。様子がおかしい事に父も気づき、ある晩に一緒にいるところを見つけるや馬が憎らしくなり、娘が居ない隙をみて嫌がる馬を連れ出し、桑の木にぶら下げて馬を殺してしまった。夜になって馬が居ないことに気づいた娘は父を問い詰め、起こった事を知ると桑の木に駆け寄っていき、ぶら下がった馬の首に縋りついて泣き出してしまった。父はその姿をみてまた憎しみが募り、ぶら下がった馬の首を斧で切り落とすと、馬の首は娘もろとも天へと昇っていってしまった。オシラサマとはこの時生まれた神で、馬を吊り下げた桑の枝でその神の像は作られた。像は3体作られ、元の部分で作られたものは姉神と呼び、山口の大同にある。中ほどで作られたものは山崎の在家権十郎という者の家に、末の方で作ったものは妹神として附馬牛村にあるとされている。（69話）
オクナイサマはオシラサマの在る家には必ず伴にいる神様であるが、オシラサマがいないのにオクナイサマだけがいる家もある。また、家によってその形は様々で、山口の大洞や柏崎の安部氏では木像だが、辷石たにえという人の家では掛け軸になっている。（70話）
 隠し念仏（71話）
おひでは念仏を熱心に信奉していたが、多くの人が行う信仰とは異なっていた。信者に教えを説くことはあれど、親や子供に口外することは信者同士で厳しく禁じ、また寺とも僧侶とも関係が無く、在家の者だけの集まりであった。信者の数はそう多くはないが、その仲間には辷石たにえの名前もあった。阿弥陀仏の斎日には皆が寝静まった夜中を見計らって、隠れた部屋に集まって祈祷を行っていた。彼等は魔法や呪いに通じていることから村の者からは権威者のように恐れられていた。
 カクラサマ（72話、73話、74話）
栃内村の字琴畑は小烏瀬川の支流のさらに上流、家の数は5軒ばかりの深山の沢にあり、栃内の集落までは2里程離れている。琴畑の入口には塚があり、その上にはカクラサマという木の座像がある。かつてはお堂の中に納められていたというが、今では雨ざらしとなっている。村の子供達がこれをおもちゃにして道を引きずり回したり、川へ投げ入れたりするもので、鼻も口も分からない状態になってしまっている。そのような扱いに子供を叱って戒めた者がいたというが、かえって祟りをうけたという。（72話）
カクラサマの木像は琴畑だけでなく、遠野郷に多数存在している。栃内の字西内にもあり、山口分の大洞にもあったと証言する人もいる。カクラサマを信仰する人は既におらず、彫刻も粗末で造形もはっきりとしないため、詳しいことはよくわかっていない。（73話）
栃内のカクラサマは西内と大洞の大小2体で、土淵村全体では3～4体存在している。いずれも木の半身像で、鉈で荒く削られたものだが、人の顔ということは理解できる。カクラサマとは、以前は神々が旅をした際に休息した場所の名前とされ、その場所に常に居た神の名前をそう呼ぶようになったという。（74話）
 長者屋敷（75話、76話）
離れ森の長者屋敷には、数年前までマッチの軸木工場があったが、そこでは夜になる度に戸口に女が現れ、人を見てはげたげた笑うという事が続いていた。結局、その工場は気味悪がって山口へ移転したが、その後、その場所に枕木を切り出すために小屋を建てた者がいた。ところが、今度は夕方になると何処かへ人夫が行方をくらまし、帰ってきても呆然としているような事が続いた。このような者が4人も5人も出て、なおも続くのでどういう事か理由を聞いてみると、女がやってきて何処かへ連れ去られてしまう、ということであった。皆、帰ってきて2～3日記憶が無い、という点も同じでした。（75話）
長者屋敷は昔長者が住んでいた場所ということもあり、その辺りには長者の家の糠を捨てたのが由来とされる、糠森という山がある。この山には5つ葉のうつ木の木が生えており、その下には黄金が埋められているという伝承があるため、時折そのうつ木を探す人の姿を見かけるという。この長者は金の採掘で財を成したのだろうか、この辺りには鉄滓が多く見られ、また、恩徳の金山とも山続きでそう遠くはない。
 田尻家をめぐるお化け話、家のさま（77話、78話、79話、80話、81話、82話、83話）

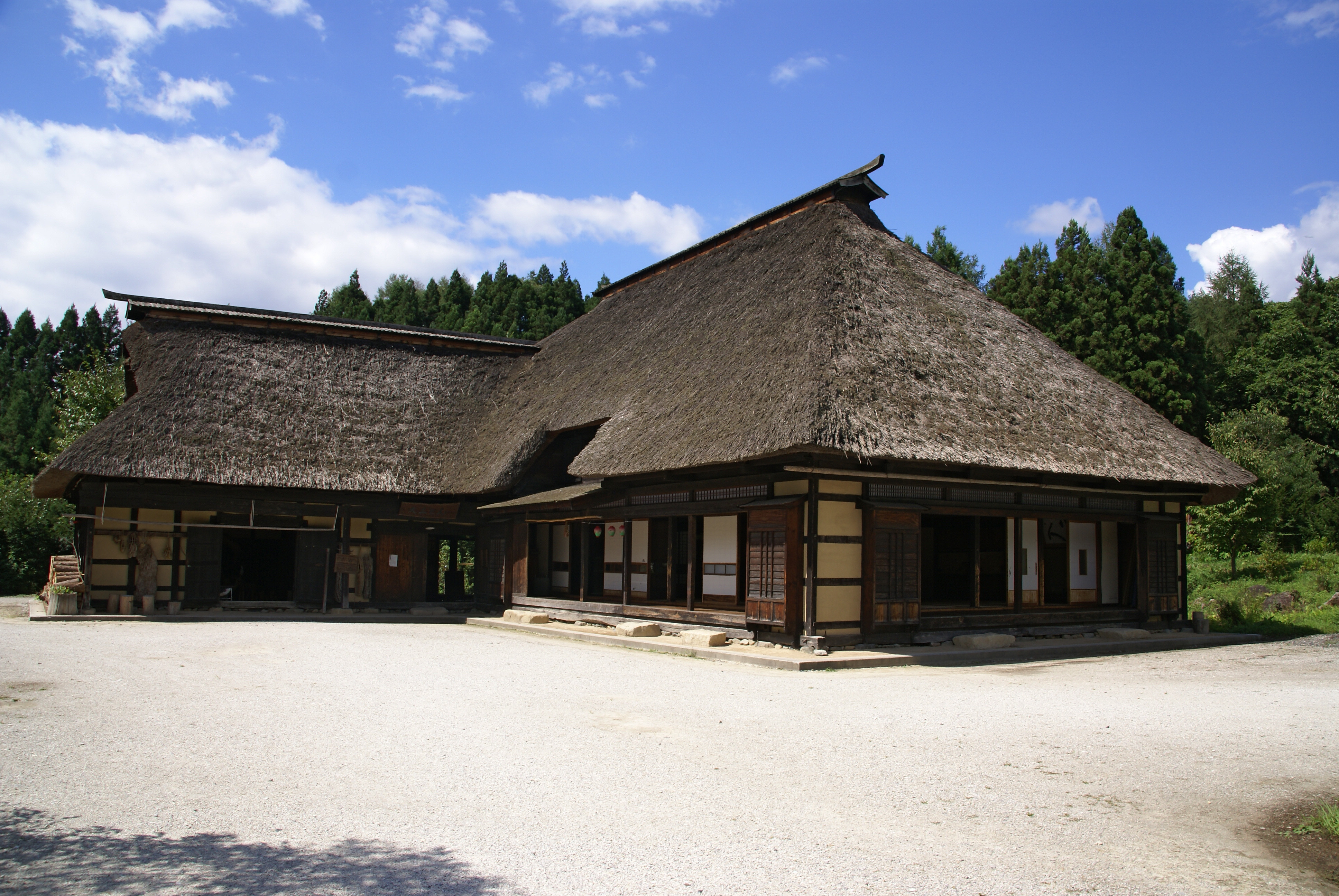
遠野郷の特徴的曲り家

土淵村一番の金持ちである田尻長三郎という老人が40歳程の頃、おひで婆の息子が亡くなったということで葬式に参列することになった。他の者は念仏もあげ終え、既に帰っていったが、長三郎は話好きだったもので、他の者より少し遅くまで残っていた。外は既に夜であったが、家を出ると軒の雨落の石を枕にして仰向けに寝ている男がいた。見たところ会った事もない男で、月明かりに照らされた姿は膝を立て口をだらしなく開け、足で蹴ってみても身動ぎひとつせず、どうやら死んでいるようである。道の妨げになっているため、長三郎はこれを跨いで家へ帰っていった。次の朝にその場所へ改めて行ってみると、枕にしていた石などは記憶のままであったが、その姿は跡形も無くなっており、また、誰もその姿を見たという者はいなかった。（77話）
田尻家に奉公していた山口の長蔵は昔、夜遊びに出かけた帰りに田尻家の門の前で浜の方から来る雪合羽を着た人に会った。近づいてみるとその者は立ち止まり、怪しく思っているとその者は道路を隔てた畑の方へいなくなってしまった。そこには生垣があったはず、と確認してみると確かにそこには生垣があり、とたんに恐ろしくなった長蔵は家に飛び込んでおきた事を主人に話した。後に聞いた話によると、その時刻に新張村である者が浜からの帰りに馬から転落して亡くなったのだという。（78話）
長蔵の父もまた長蔵といい、妻と伴に代々田尻家で奉公していた。同じく夜遊びに出かけた長蔵が、そう遅くない宵のうちの時間に帰ってみると、門の口から入って馬屋のところに懐手をして筒袖の袖口を垂らした人影があることに気がついた。顔はよく見えないが、妻のおつねのところに来た夜這いではなかろうかと近寄ってみると、裏へは逃げず、むしろ玄関の方へ近づいてくるので長蔵は腹立たしくなり、さらに進むとその影は3寸程しか開いていない玄関から家の中へ入っていった。長蔵はその事は不思議と思わなかったが、中に入ってみると障子はきちんと閉まっていることからとたんに恐ろしくなり、後ずさりしようとふと目線を上にむけてみると、男は雲壁にへばり付いて長蔵を見下ろしていた。首は低く垂れ長蔵に触れそうな位置にあり、眼は一尺以上飛び出ているように感じられたという。長蔵はただただ恐ろしかったというが、これが何かの前触れであったかというと、とくに何かの前兆という事はなかった。（79話）
79話をよく理解するには田尻家の間取りを図にする必要がある。遠野一帯の家の建て方はいずれもこれとほぼ同じである。門は田尻家は北向きだが、東向きが一般的で、図の馬屋のあたりにある。門の事は錠前と呼び、家屋の周りは畑で塀や柵はもたない。主人の部屋と常居との間には座頭部屋と呼ばれる小さく暗い部屋があり、これは宴会の時に呼んだ座頭を待たせる部屋である。（80話）
栃内の字野崎に住む前川万吉という、2～3年前に30歳過ぎで亡くなった男もまた、亡くなる2～3年前に似たようなことを経験したという。6月、夜に遊びに出かけて家に帰った時の事、門の口から廻り椽に沿って角まで来たところで、なんとなしに雲壁を見ると、青ざめた顔で雲壁に張り付いて寝ている男がいた。万吉は大変驚いてしばらく心を病んだが、これも同様に何かの前触れという事では無かった。（81話）
田尻家の丸吉は前川万吉と懇意であった事により、万吉の体験した出来事を聞いていたが、丸吉も不可解な出来事に遭遇した事がある。丸吉が少年だった時の事、常居にいた際、便所へ行こうと茶の間に入ると、座敷との境に人が立っていた。微かにぼやけてはいるが衣服の縞も髪を垂れ下げていることや目鼻立ちもはっきりと解るため、丸吉は恐ろしく思いながらも手を伸ばしてみたところ、触れることなく奥の板戸に手が当たった。触れられはしないが延ばした自分の手も見えず、影のように人影だけが手に重なって見えた。常居に戻って異変を話し、行灯を手にして確認しにいったが、そこには既に何も居なくなっていた。丸吉は近代的なものの考え方をする人で、嘘をつくような者でもなかったという。（82話）
山口の大同、大洞万之丞の家の建て方は他の家と少し異なるため、その間取りを説明する。玄関は東に向かっており、極めて古い。また、中のものを出して確認すると祟りが降りかかると伝わっている葛篭がひとつある。（83話）
 西洋人（84話、85話）
佐々木氏の祖父、佐々木万蔵は3、4年前に70歳で亡くなったが、この万蔵が若かった頃、嘉永年間の時代（1848年から1854年）には既に海岸の地方には西洋人が多く住んでいた。釜石にも山田にも西洋風の館があり、船越半島の先にも西洋人は住んでいたという。耶蘇教は密かに振興されていたというが、遠野でも信仰が露見して磔になった者がいた。海岸地方では西洋人との合の子がかなりの多かったという。
土淵村の柏崎には両親ともに日本人であるにもかかわらず、髪も肌も西洋人そのままの白子が2人いる家がある。歳は26、7で、家で農業に従事しており、語音も土地の人たちとは異なり、細く鋭いという。

 シルマシ（86話、87話、88話）
土淵村の中央、本宿に豆腐屋を生業とする政という36、7歳の男がいた。その政の父親が大病を患い、生死の狭間にあったときの事、この村と小烏瀬川を挟んだ向かいの下栃内で地固めの堂突きしていると、夕方に政の父親が現れ、皆に挨拶して堂突きを手伝う事になった。夕方には作業を終え、皆と伴に父は帰っていったが、他の者は病に伏せていると聞いていたので不思議に思っていた。後にお悔やみに駆けつけた皆で話を照らし合わせると、その日のちょうどその時刻に父親は亡くなっていたという。（86話）
とある遠野の豪家が病を患い、生きるか死ぬかの瀬戸際にあったときの事、菩提寺にその者が訪ねてくる事があった。和尚は茶を出して丁寧にこれをもてなした。世間話も済んで、帰ろうとしていると、何やら不審な様子を和尚は感じ、坊主に後を追わせる事にしたが、門を出て角を曲がったところで男は見えなくなってしまった。その後、確認してみたところ、男が座っていた場所には出した茶がこぼれていた。菩提寺から自宅までの帰り道には、他にもこの男を見て、挨拶を交わしたという者がいたが、この日の晩にこの男は亡くなっており、外出のできる状態では既に無かったという。（87話）
土淵村大字土淵の常堅寺にも似た話が伝わっている。ある村人が本宿から来る道である老人に会った。この老人は前より病に伏せっているという話を聞いていたので、いつの間に良くなったのかと聞くと、ここ2～3日調子が良いので寺へ話を聞きに行くということであった。常堅寺でも和尚がこの老人を出迎えてしばらく話をした後、老人が帰るところを小僧に後を追わせているが、門を出たところで見失ってしまった。また、出したお茶は畳の間にこぼれており、老人はその日のうちに亡くなっていたという。（88話）
 山の神（89話、90話、91話、92話、93話）

 菊蔵と狐（94話）
和野の菊蔵が柏崎の姉のところへ用事があり、ご馳走になって帰途に着いた時のこと。振舞われた残りの餅を懐にしまって帰る道すがら、愛宕山の麓の林を過ぎたところで象坪の藤七という仲の良い友人に会った。そこは林の中にしては芝生の整った場所であったからか、菊蔵は藤七から相撲をとろうと誘われ、菊蔵もこれを承諾した。ところがいざ相撲を取ってみると今日の藤七は非常に弱く、思うように投げ飛ばせることから菊蔵は気をよくし、気がつくと3番も相撲を取っていた。そうして藤七は今日は菊蔵にはまったく歯が立たないと言うと、あっさり帰ってしまった。勝利の余韻に気をよくした菊蔵がさらに4～5間ほど進むと、いつの間にか貰った餅が無くなっていることに気がついた。あわてて先ほど相撲を取った場所に戻って探すも見つからず、これは狐に化かされたと気がついた。4～5日後、酒屋で藤七に会ったのでこの話をしてみると、その日藤七は浜の方へ用事があったため、その場所には居るはずがないと言われた。さらに後日、正月に皆で集まって酒盛りをしていると、皆が代わる代わるに狐に化かされた話をするものだから、これまで外聞を気にして口外しないでいた菊蔵もこの出来事を話してみると、皆は大笑いしたという。
 不思議な庭石（95話）
松崎の菊池某という43～44歳くらいの男は暇があると山に入って草木や面白い形の石を集める事が趣味であった。ある日いつものように山に行ったところ、これまで見たことの無い岩を見つけた。人が立ったような形、大きさの美しい岩であったのでこれを持って帰ろうと考え、持ち上げようとするも、普段であればなんて事のない大きさであるにもかかわらず、この岩は経験した事がないほどの重さであった。難儀しながらも10間ほど歩いて、一休みしようと道の傍らに石を置き、それにもたれかかるように腰を下ろすと、その岩と共に空中に浮かび上がっていくような不思議な感覚に襲われた。雲を突き抜けた先は明るく清々しい所で、一面に様々な花が咲き、どこからともなく大勢の人の声が聞こえてくる場所であった。岩はさらに登り続け、登りきったところで男は意識を失った。しばらくして目を覚ますと、男は最初の姿勢で岩にもたれかかったままであった。この体験から、この岩を持ち帰ったらどんな目に会うかわかったものではないと菊池某は岩を持ち帰ることを諦めたが、それでも時折無性に岩を持ち帰りたい衝動に駆られる事があるという。
『拾遺』にも霊力を持つ岩の話があり、夫婦で通ってはいけない岩の話、成長比べをした羽黒岩の話、尼が石神となって参拝すると乳が出るようになる岩の話などがある。
 火事のシルマシ（96話）
遠野には一昨年まで芳公馬鹿という歳の頃35か36になる白痴の男がいた。この男は路上で木切れやごみを見つけては拾って匂いを嗅ぎ、人の家を訪れた際にも柱などを擦って匂いを嗅ぐ事が癖であった。また、往来を歩いているとおもむろに立ち止まり、あたりの家に石を投げ入れては火事だ火事だと叫ぶこともあった。石を投げ入れられた家はその晩か次の日には火事にあい、同じ事が幾度とあるものだから石を投げ込まれた家も十分に予防を講じるようになったものの、結局、火事を免れた家は無かった。
 魂の行方（97話）
飯豊の松之丞という男が傷寒を患って危篤状態にあったときの事、ふと気づくと菩提寺の喜清院へ向かっていたという。足に少し力を入れてみると体は宙に浮かび上がり、人の頭ほどの高さを前下がりに滑空し、とても心地よい気分であったという。寺の門に近づいてみると沢山の人が集まっており、門をくぐると満開の赤い芥子の花の間に亡くなった父の姿があった。父は「お前もきたのか」と語りかけるのでそれとなく返答し、さらに進むと、ずっと昔に亡くなった息子の姿もそこにあった。「父ちゃん、お前も来たのか」と言われたので「お前、ここにいたのか」と近づこうとすると「今は来てはいけない、ダメだ」と強く誡められた。そうこうしていると門の辺りから自分の名前を騒がしく呼ぶ声がするものだから渋々引き返してみると、ふと正気を取り戻したという。なんでも、親族の人たちが集まって、水をかけるなどして意識を取り戻させようとしていたという。
所謂、臨死体験とされる話であり、同様の話は『拾遺』にも多数取り上げられている。その定型に違わず、空中浮遊、遺族との邂逅、美しい情景などの要素が確認される。

 石塔（98話）
遠野郷では旧道の分岐点や村境に山の神、田の神、寒の神の名を彫った石塔を多く見かける。早池峰山や六角牛山の名を刻んだ石塔も見かけるが、むしろこれは浜の方で多く見かける。
近世の村はおよそ10戸程度の集落からなり、これらが集まって庚申や念仏などの講中を行っていた。村の結界を護り、安全祈願のために石塔は建てられたと考えられ、遠野市内で1900、宮守村を加えるとその数は3000近くに及ぶ。なお、浜に多いと書かれている早池峰山や六角牛山の名を刻んだ石塔は遠野と宮守で合わせて22基であるのに対して、岩手県沿岸部で60基が確認されている。
 大津波（99話）
土淵村の助役を務めた北川清という男が字火石に住んでおり、家は代々山伏で祖父は正福院といい、この祖父は著作の多い学者で村に貢献した男であった。清の弟である福二は海岸の田の浜へ婿へ行ったが、明治24年（1891年）の大津波で妻と子供を失い、その事があってからも生き残った2人の子供と家のあった場所に小屋を建てて1年ばかりそこで生活していた。ある夏のはじめの晩に用をたそうと、小屋から離れた便所に立って波の打ち寄せる渚を歩いていると、霧の立ち込める中から男女の2人連れが近づいてくるのに気がついた。女は津波で失った妻であることに気づき、福二は思わずその後をつけ、船越村へ行く岬の洞穴があるところまで追っていった。妻の名を呼ぶと女はこちらを見て笑い、男を見やると、男の方も同じく津波で亡くなった、聞くところによると自分が婿に入る前、心通わせていたと聞き及んでいた同じ里の男であった。「今はこの人と一緒になっている」と妻が言うものだから、「子供がかわいくないのか」と問いかけると妻は顔色を変え、泣き出してしまった。死んだ者と話しているようには思えず、ただ足元に目を落として立ち尽くしていると、再び男女は足早にその場を立ち去り、小浦へ続く道の山陰を廻ると姿が見えなくなってしまった。少し追いかけてはみたものの、相手は死んだ人間なのだと考え直し、それ以上後を追うことは止めた。しかし、夜明けまで道に立っていろいろと考え、その事があってからも福二はしばらくは悩み、苦しんだという。

 海岸通りの話 狐（100話、101話）
ある日の夜遅く、船越の漁師の男が仲間の者と吉里吉里から帰る道中、四十八坂のあたりの小川の側で妻に出くわした。しかし、こんな夜中にこんな場所に妻が来るはずはない、化物に誑かされているのだと男はマギリ（小刀）を持って、背中から女を刺した。女は悲しい声をあげて死んでしまったが、一行に本性を現さないので男は狼狽し、仲間にその場を任せて家路を急いだ。家では妻が何事も無く夫を待っていたが、あまりに帰りが遅かったからか、途中まで迎えにいく夢を見たのだが、山道で何者かに刺されそうになったところで目が覚めた、と言う。この話に合点がいった男は四十八坂へ戻ると、刺し殺した女は皆の見ている前で古狐になったという。（100話）
ある旅人が豊間根村を過ぎた辺りで、夜も更けたため休む場所を探していた時のこと。幸いにも通りかかった知人の家にはまだ灯が点いていたので、泊めてもらおうと頼むと、主人は「夕方に亡くなった者がいるのだが、留守番を頼めるものがいなくて困っていた、しばらく頼む」と言って人を呼びに行ってしまった。旅人は迷惑に思いながらも致し方ない、と囲炉裏に腰掛けて煙草を吸おうとしたが、その時、亡くなった者と思われる老婆が突然起き上がったので大変驚いた。肝を冷やしたが心を鎮めて辺りを見回すと、台所の水口の穴から狐のようなものが頭を入れて老婆を見つめているのに気がついた。旅人は静かに外に出て、背戸の方へ回りこんでみるとやはり狐だったので、その場にあった棒でもってこの狐を打ち殺した。（101話）
 小正月行事（102話、103話、104話、105話）
正月15日の晩は小正月と呼ばれ、この日の宵には子供達が4～5人で組を作り、家々を回っては「明の方から福の神が舞い込んだ」と叫んで餅を貰う慣わしがあり、これを福の神と呼んだ。しかし、宵を過ぎれば山の神が里に降りてくると伝えられており、村の者は皆家から出ることはなかった。山口の字丸古立に住むおまさという35～36歳の女が12～13歳だった頃、なぜだか一人で福の神に出かけ、家々を回って遅くなってしまった事があったという。淋しい道を一人歩いていると、向かいから顔は赤く、目の輝く男がやってくるので、貰った餅も捨てて逃げ帰ったが、以後しばらく悩み、苦しんだという。（102話）
小正月の夜、あるいは小正月でなくとも冬の満月の夜には雪女が童をたくさん連れてやって来ると云われている。冬になると、里の子供達は近くの丘へ行ってはソリ遊びに興じ、つい夢中になって夜まで遊んでしまう事がよくあるため、15日の夜には雪女が出るから早く帰れと窘められるものだが、実際に雪女に遭遇したという話は少ない。（103話）
小正月の晩には行事がとても多い。そのひとつに、胡桃を用いてその年の天候を占う「月見」という行事がある。6つの胡桃を12個に割り、それらを同時に炉の中へ焚べ、取り出し、一列に並べる。満月の夜に晴れる月は胡桃はいつまでも赤く、曇る月はすぐに黒くなり、風の強い月はふーふー音をたてて火が揺れているという。何度繰り返しても、村のどの家で同じ結果が得られるといい、稲の刈り入れの日に天候が悪化するといった結果になればその年の刈り入れを早めるなどといった事を決めていた。（104話）
同様に小正月の夜に行う行事に「夜中見」という行事がある。まず、数種類の米でもって鏡餅を作り、それらの米を膳の上に平らに敷く。米の上に鏡餅を置いてその上から鍋を被せる。翌朝になって、鏡餅に付いている米粒の多いものほど豊作になるとされ、付着している状況から早生、中手、晩生の作付け銘柄を選ぶというものである。（105話）
 蜃気楼（106話）
太平洋に面した山田町では蜃気楼が見える事があり、その景色はいつも外国の風景だという。見たこともないような都会で、道路はたくさんの馬車が行き交い、見える建物の形状も毎年変わる事がないという。
 山の神の占術（107話、108話）
上郷村の早瀬川の岸に河ぷちの家という家があり、ここの若い娘が川で石を拾っていると、背の高く、顔の赤い見慣れない男が現れ、木の葉などを渡していった。娘はそれ以来占いの術が出来るようになり、その男は山の神で、山の神の子になったためだと伝わっている。（107話）
山の神が乗り移ったなどとして占いを行う者は様々な場所におり、附馬牛で木挽をする者もその内の一人で、柏崎の孫太郎もそうであった。孫太郎は以前は発狂して喪心したとされていたが、ある日、山に入って山の神から術を得たと言われるようになってから、不思議に人の心を読む事が出来るようになったという。その方法は他の者とは異なり、書物などは何も見ず、尋ねた者と世間話をしていると突然立ち上がり、常居を歩き回ったかと思うと、相手の顔も見ることなく心に浮かんだ事を告げるというった方法であるが、不思議なことに当たらない事がないという。家の常居の下に鏡か折れた刀が埋まっているので、それを取り出さなければ、死人が出るか家が焼ける、といった具合に告げられたので、帰って指定された場所を掘ってみると言われたた通りの物が出てくるということである。（108話）
 雨風祭（109話）

盆の頃には刈り入れが無事終えられるよう、雨風祭といって、藁で作られた人の背丈より大きい人形を道の分岐点に立てる風習がある。紙に描かれた顔を貼り付けたり、瓜で男女の性器を表したりすることもある。虫祭りという行事でも同様に人形を作るが、こちらは藁だけの簡素で小さな人形である。雨風祭の際にはひとつの部落から頭屋を選び、皆が集まって酒を飲んだ後、太鼓や笛を鳴らし、あるいは歌を歌いながら人形を置きに行く。歌詞は「二百十日の雨風まつるよ、どちの方さ祭る、北の方さ祭る」という内容である。

 ゴンゲサマ（110話）

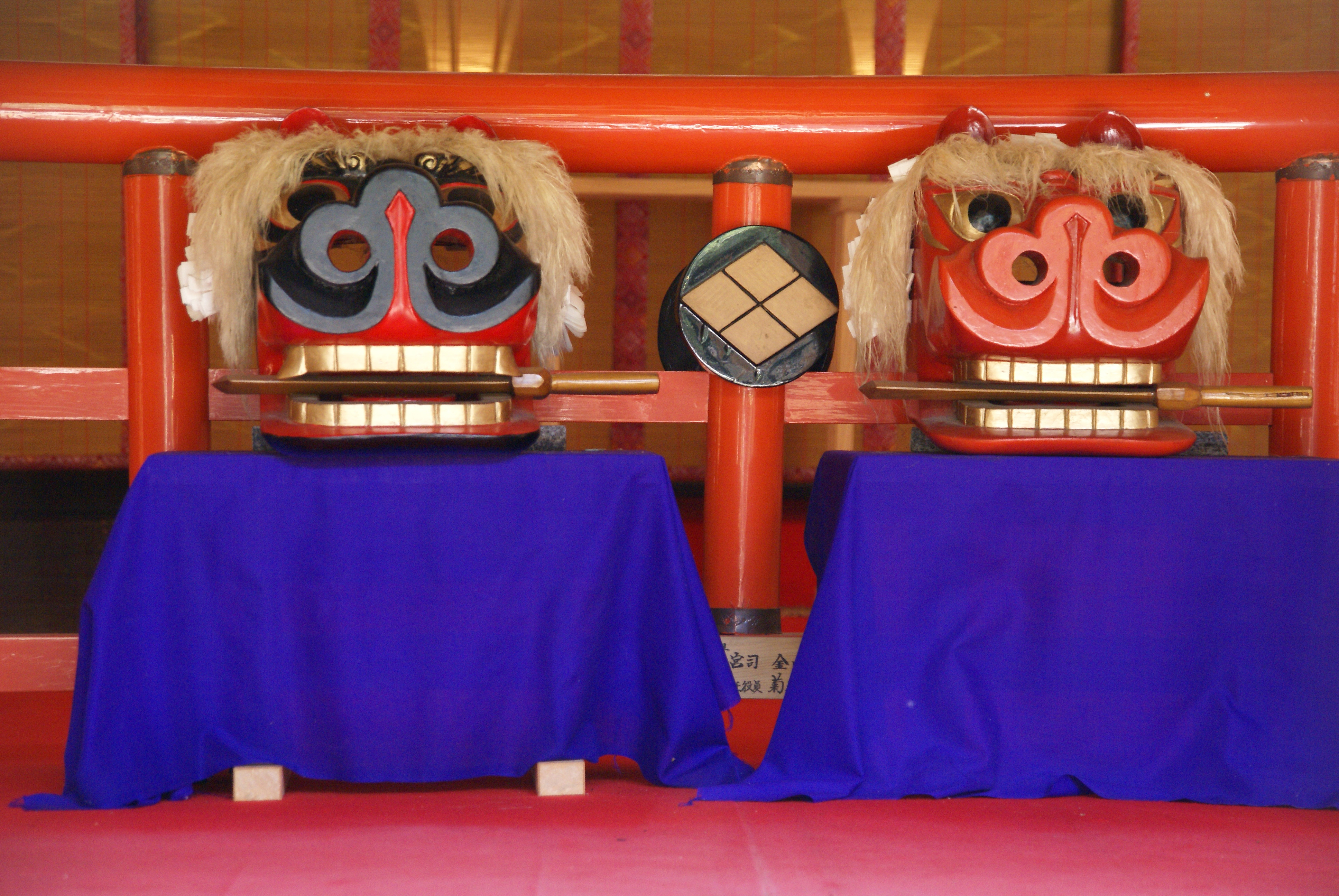
ゴンケサマ

ゴンゲサマとは、神楽舞の組にひとつずつ備わる獅子頭に似た木彫りの像で、とてもご利益のあるものとされている。新張にある八幡社のゴンゲサマと土淵字五日市のゴンゲサマはかつて、火伏の途中で争った事があるといい、新張のゴンゲサマは負けて方耳を失い、それ以来、方耳は失われたままである。ゴンゲサマはとりわけ火伏にご利益があるとされ、次のような話が残されている。ある年、八幡の神楽組は附馬牛村に出かけ、夜になって宿を探していると、ある貧しい家の者が快くこれを引き受けた。ゴンゲサマは五升枡を伏せてこの上に安置し、皆が休むと、夜中にがつがつと何かを噛む音が聞こえる。皆が驚いて起き上がると、軒先に燃え移った火をゴンゲサマが飛び上がり、食い消していたという。頭を病む子供などはゴンゲサマに病を噛んでもらうよう頼むこともある。

 ダンノハナ・デンデラノ・ジャウヅカ森（111話、112話、113話、114話）
山口、飯豊、附馬牛の字荒川、東禅寺火渡、青笹の字中沢、土淵村の字土淵にはダンノハナという地名があり、これの傍には向かい合うようにデンデラノという場所がある。昔は60歳を過ぎた老人は全てこのデンデラノへ追いやる習わしがあったという。老人もただただ死ぬわけにはいかず、日中は里に下りて農作業に従事して生活していた。そのため、山口、土淵の辺りでは、朝に田畑へ働きにでることをハカダチと呼び、夕方に帰っていくことをハカアガリと呼ぶと云われている。（111話）
ダンノハナは昔、山口館のあった時代に囚人を斬った場所と云われている。山口も飯豊もほぼ同じで、村境の丘の上にあり、仙台にも同様の地名がある。山口のダンノハナは大洞に至る丘の上にあり、山口館の跡と続いている。デンデラノの周囲は沢になっていて、東の低地はダンノハナと繋がっていて、南は星谷と呼ばれ、ここは蝦夷屋敷という四角にへこんだ所が多く、石器や土器が沢山見つかっています。山口にはもう一ヶ所、石器や土器の出土する場所があり、そこはホウリョウと呼ばれている。星谷から出土されるものは模様は単純で用いられる原料も安定していないが、ホウリョウから掘り出されるものは精緻で模様も巧み、材質も均一で、埴輪なども見つかっている。（112話）
和野にジョウヅカ森という所がある。象を埋めた場所と伝えられているが、正しくは人を埋めた墓のようです。この辺りは「地震があったときにはジョウヅカ森へ逃げろ」と言い伝えられているように、地震の影響が少ない場所と知られており、また、掘れば祟りのある場所のひとつとされている。この塚の周りには掘りがあり、塚の上には大きな石が乗っている。（113話）
山口のダンノハナは今は共同墓地になっていて、丘の頂上にうつ木を廻らしてあって入り口は東を向いて門のようになっている。敷地内には青い大きな石があり、かつてその石の下を掘った者がいたが、何も見つからなかった。しかし、後に改めて掘った時には大きな瓶が見つかった。しかし、村の老人達はそれは館の主を納めた棺であると非常に怒り、元に戻させた。この近くにはボンシャサの館というのがあり、山から水を引いて三重四重に堀が張り巡らされている。寺屋敷、砥石森という地名もあり、井戸の跡とされる立派な石垣も残っている。なお、18話から21話に登場した山口孫左衛門の祖先がここに住んでいたということは遠野古事記に詳しい。（114話）

 昔々（115話、116話、117話、118話）

 しし踊り歌（119話）

## 登場人物
『遠野物語』には匿名の人物だけでなく、実名の人物が多く登場する。佐々木喜善周辺の人物を中心に、実家がある山口村や、近隣の大字の人々の逸話が多い。
『遠野物語』関連系図
|              |        |        |        |        |        |        |        |            |            |            |            |            |            |  |  |            |            | (長九郎どん) | (長九郎どん) | (長九郎どん) | (長九郎どん) | (長九郎どん) | (長九郎どん) |  |  |  |  |        |        |        |        |        |        |  |  | 菊池(ハネト) | 菊池(ハネト) | 菊池(ハネト) | 菊池(ハネト) | 菊池(ハネト) | 菊池(ハネト) |              |              |        |        |        |        |        |        |      |      |  |  | (北川) | (北川) | (北川) | (北川) | (北川) | (北川) |  |  |      |      |      |      |        |        |          |          | (厚楽)             | (厚楽)     | (厚楽)     | (厚楽)     | (厚楽)     | (厚楽)     |      |      |      |      |  |  |  |  |  |  |  |  |  |  |  |  |  |  |  |  |  |  |  |  |  |  |  |  |  |  |  |  |  |  |  |  |
|              |        |        |        |        |        |        |        |            |            |            |            |            |            |  |  | 田尻長三郎 | 田尻長三郎 | 田尻長三郎   | 田尻長三郎   | 田尻長三郎   | 田尻長三郎   | (長九郎どん) | (長九郎どん) |  |  |  |  |        |        |        |        |        |        |  |  | 菊池(ハネト) | 菊池(ハネト) | 菊池(ハネト) | 菊池(ハネト) | 菊池(ハネト) | 菊池(ハネト) |              |              |        |        |        |        |        |        |      |      |  |  | (北川) | (北川) | (北川) | (北川) | (北川) | (北川) |  |  |      |      |      |      |        |        | 北川正福 | 北川正福 | 北川正福           | 北川正福   | 北川正福   | 北川正福   | (厚楽)     | (厚楽)     |      |      |      |      |  |  |  |  |  |  |  |  |  |  |  |  |  |  |  |  |  |  |  |  |  |  |  |  |  |  |  |  |  |  |  |  |
|              |        |        |        |        |        |        |        |            |            |            |            |            |            |  |  | 田尻長三郎 | 田尻長三郎 | 田尻長三郎   | 田尻長三郎   | 田尻長三郎   | 田尻長三郎   |              |              |  |  |  |  |        |        |        |        |        |        |  |  |              |              |              |              |              |              |              |              |        |        |        |        |        |        |      |      |  |  |        |        |        |        |        |        |  |  |      |      |      |      |        |        | 北川正福 | 北川正福 | 北川正福           | 北川正福   | 北川正福   | 北川正福   |            |            |      |      |      |      |  |  |  |  |  |  |  |  |  |  |  |  |  |  |  |  |  |  |  |  |  |  |  |  |  |  |  |  |  |  |  |  |
|              |        |        |        |        |        |        |        |            |            |            |            |            |            |  |  |            |            |              |              |              |              |              |              |  |  |  |  |        |        |        |        |        |        |  |  |              |              |              |              |              |              |              |              |        |        |        |        |        |        |      |      |  |  |        |        |        |        |        |        |  |  |      |      |      |      |        |        |          |          |                    |            |            |            |            |            |      |      |      |      |  |  |  |  |  |  |  |  |  |  |  |  |  |  |  |  |  |  |  |  |  |  |  |  |  |  |  |  |  |  |  |  |
|              |        |        |        |        |        |        |        | 辷石たにえ | 辷石たにえ | 辷石たにえ | 辷石たにえ | 辷石たにえ | 辷石たにえ |  |  | 丸吉       | 丸吉       | 丸吉         | 丸吉         | 丸吉         | 丸吉         |              |              |  |  |  |  | 角蔵   | 角蔵   | 角蔵   | 角蔵   | 角蔵   | 角蔵   |  |  |              |              |              |              |              |              |              |              | 小次郎 | 小次郎 | 小次郎 | 小次郎 | 小次郎 | 小次郎 |      |      |  |  |        |        |        |        |        |        |  |  |      |      |      |      |        |        |          |          | 厚楽亀之助         | 厚楽亀之助 | 厚楽亀之助 | 厚楽亀之助 | 厚楽亀之助 | 厚楽亀之助 |      |      |      |      |  |  |  |  |  |  |  |  |  |  |  |  |  |  |  |  |  |  |  |  |  |  |  |  |  |  |  |  |  |  |  |  |
|              |        |        |        |        |        | (田尻) | (田尻) | (田尻)     | (田尻)     | (田尻)     | (田尻)     | 辷石たにえ | 辷石たにえ |  |  | 丸吉       | 丸吉       | 丸吉         | 丸吉         | 丸吉         | 丸吉         |              |              |  |  |  |  | 角蔵   | 角蔵   | 角蔵   | 角蔵   | 角蔵   | 角蔵   |  |  |              |              | (別家ハネト) | (別家ハネト) | (別家ハネト) | (別家ハネト) | (別家ハネト) | (別家ハネト) | 小次郎 | 小次郎 | 小次郎 | 小次郎 | 小次郎 | 小次郎 |      |      |  |  |        |        |        |        |        |        |  |  |      |      |      |      |        |        |          |          | 厚楽亀之助         | 厚楽亀之助 | 厚楽亀之助 | 厚楽亀之助 | 厚楽亀之助 | 厚楽亀之助 |      |      |      |      |  |  |  |  |  |  |  |  |  |  |  |  |  |  |  |  |  |  |  |  |  |  |  |  |  |  |  |  |  |  |  |  |
|              |        |        |        |        |        | (田尻) | (田尻) | (田尻)     | (田尻)     | (田尻)     | (田尻)     |            |            |  |  |            |            |              |              |              |              |              |              |  |  |  |  |        |        |        |        |        |        |  |  |              |              | (別家ハネト) | (別家ハネト) | (別家ハネト) | (別家ハネト) | (別家ハネト) | (別家ハネト) |        |        |        |        |        |        |      |      |  |  |        |        |        |        |        |        |  |  |      |      |      |      |        |        |          |          |                    |            |            |            |            |            |      |      |      |      |  |  |  |  |  |  |  |  |  |  |  |  |  |  |  |  |  |  |  |  |  |  |  |  |  |  |  |  |  |  |  |  |
|              |        |        |        |        |        |        |        | きのえ     | きのえ     | きのえ     | きのえ     | きのえ     | きのえ     |  |  | 正一郎     | 正一郎     | 正一郎       | 正一郎       | 正一郎       | 正一郎       |              |              |  |  |  |  | 角之丞 | 角之丞 | 角之丞 | 角之丞 | 角之丞 | 角之丞 |  |  |              |              |              |              |              |              |              |              |        |        | 福二   | 福二   | 福二   | 福二   | 福二 | 福二 |  |  | 清     | 清     | 清     | 清     | 清     | 清     |  |  | チエ | チエ | チエ | チエ | チエ   | チエ   |          |          | 長助               | 長助       | 長助       | 長助       | 長助       | 長助       |      |      |      |      |  |  |  |  |  |  |  |  |  |  |  |  |  |  |  |  |  |  |  |  |  |  |  |  |  |  |  |  |  |  |  |  |
|              |        |        |        |        |        |        |        | きのえ     | きのえ     | きのえ     | きのえ     | きのえ     | きのえ     |  |  | 正一郎     | 正一郎     | 正一郎       | 正一郎       | 正一郎       | 正一郎       |              |              |  |  |  |  | 角之丞 | 角之丞 | 角之丞 | 角之丞 | 角之丞 | 角之丞 |  |  |              |              |              |              |              |              |              |              |        |        | 福二   | 福二   | 福二   | 福二   | 福二 | 福二 |  |  | 清     | 清     | 清     | 清     | 清     | 清     |  |  | チエ | チエ | チエ | チエ | チエ   | チエ   |          |          | 長助               | 長助       | 長助       | 長助       | 長助       | 長助       |      |      |      |      |  |  |  |  |  |  |  |  |  |  |  |  |  |  |  |  |  |  |  |  |  |  |  |  |  |  |  |  |  |  |  |  |
|              |        |        |        |        |        |        |        |            |            |            |            |            |            |  |  |            |            |              |              |              |              |              |              |  |  |  |  |        |        |        |        |        |        |  |  |              |              |              |              |              |              |              |              |        |        |        |        |        |        |      |      |  |  |        |        |        |        |        |        |  |  |      |      |      |      |        |        |          |          |                    |            |            |            |            |            |      |      |      |      |  |  |  |  |  |  |  |  |  |  |  |  |  |  |  |  |  |  |  |  |  |  |  |  |  |  |  |  |  |  |  |  |
|              |        |        |        |        |        |        |        |            |            |            |            |            |            |  |  |            |            |              |              |              |              |              |              |  |  |  |  |        |        |        |        |        |        |  |  |              |              |              |              |              |              |              |              |        |        |        |        |        |        |      |      |  |  | 真澄   | 真澄   | 真澄   | 真澄   | 真澄   | 真澄   |  |  |      |      |      |      | 茂太郎 | 茂太郎 | 茂太郎   | 茂太郎   | 茂太郎             | 茂太郎     |            |            | タケ       | タケ       | タケ | タケ | タケ | タケ |  |  |  |  |  |  |  |  |  |  |  |  |  |  |  |  |  |  |  |  |  |  |  |  |  |  |  |  |  |  |  |  |
|              |        |        |        |        |        |        |        |            |            |            |            |            |            |  |  |            |            |              |              |              |              |              |              |  |  |  |  |        |        |        |        |        |        |  |  |              |              |              |              |              |              |              |              |        |        |        |        |        |        |      |      |  |  | 真澄   | 真澄   | 真澄   | 真澄   | 真澄   | 真澄   |  |  |      |      |      |      | 茂太郎 | 茂太郎 | 茂太郎   | 茂太郎   | 茂太郎             | 茂太郎     |            |            | タケ       | タケ       | タケ | タケ | タケ | タケ |  |  |  |  |  |  |  |  |  |  |  |  |  |  |  |  |  |  |  |  |  |  |  |  |  |  |  |  |  |  |  |  |
| (大洞系から) |        |        |        |        |        |        |        |            |            |            |            |            |            |  |  |            |            |              |              |              |              |              |              |  |  |  |  |        |        |        |        |        |        |  |  |              |              |              |              |              |              |              |              |        |        |        |        |        |        |      |      |  |  |        |        |        |        |        |        |  |  |      |      |      |      |        |        |          |          |                    |            |            |            |            |            |      |      |      |      |  |  |  |  |  |  |  |  |  |  |  |  |  |  |  |  |  |  |  |  |  |  |  |  |  |  |  |  |  |  |  |  |
| ミサコ       | ミサコ | ミサコ | ミサコ | ミサコ | ミサコ |        |        | 勝郎       | 勝郎       | 勝郎       | 勝郎       | 勝郎       | 勝郎       |  |  |            |            |              |              |              |              |              |              |  |  |  |  |        |        |        |        |        |        |  |  |              |              |              |              |              |              |              |              |        |        |        |        |        |        |      |      |  |  | ミユキ | ミユキ | ミユキ | ミユキ | ミユキ | ミユキ |  |  |      |      |      |      |        |        |          |          | 喜善               | 喜善       | 喜善       | 喜善       | 喜善       | 喜善       |      |      |      |      |  |  |  |  |  |  |  |  |  |  |  |  |  |  |  |  |  |  |  |  |  |  |  |  |  |  |  |  |  |  |  |  |
| ミサコ       | ミサコ | ミサコ | ミサコ | ミサコ | ミサコ |        |        | 勝郎       | 勝郎       | 勝郎       | 勝郎       | 勝郎       | 勝郎       |  |  |            |            |              |              |              |              |              |              |  |  |  |  |        |        |        |        |        |        |  |  |              |              |              |              |              |              |              |              |        |        |        |        |        |        |      |      |  |  | ミユキ | ミユキ | ミユキ | ミユキ | ミユキ | ミユキ |  |  |      |      |      |      |        |        |          |          | 喜善               | 喜善       | 喜善       | 喜善       | 喜善       | 喜善       |      |      |      |      |  |  |  |  |  |  |  |  |  |  |  |  |  |  |  |  |  |  |  |  |  |  |  |  |  |  |  |  |  |  |  |  |
|              |        |        |        |        |        |        |        |            |            |            |            |            |            |  |  |            |            |              |              |              |              |              |              |  |  |  |  |        |        |        |        |        |        |  |  |              |              |              |              |              |              |              |              |        |        |        |        |        |        |      |      |  |  |        |        |        |        |        |        |  |  |      |      |      |      |        |        |          |          | (戸籍上は長助の子) |            |            |            |            |            |      |      |      |      |  |  |  |  |  |  |  |  |  |  |  |  |  |  |  |  |  |  |  |  |  |  |  |  |  |  |  |  |  |  |  |  |
|              |        |        |        |        |        |        |        |            |            |            |            |            |            |  |  |            |            |              |              |              |              |              |              |  |  |  |  |        |        |        |        |        |        |  |  |              |              |              |              |              |              |              |              |        |        |        |        |        |        |      |      |  |  | 正澄   |        |        |        |        |        |  |  |      |      |      |      |        |        |          |          |                    |            |            |            |            |            |      |      |      |      |  |  |  |  |  |  |  |  |  |  |  |  |  |  |  |  |  |  |  |  |  |  |  |  |  |  |  |  |  |  |  |  |

|            |            |            |            |            |            |        |        |        |        |  |  | (乙蔵家) | (乙蔵家) | (乙蔵家) | (乙蔵家) | (乙蔵家) | (乙蔵家) |          |          |          |          |          |          |          |          |  |  |  |  |  |  | (大同) | (大同) | (大同) | (大同) | (大同)     | (大同)     |            |            |            |            |  |  |      |      |      |      |      |      |  |  |  |  |  |  |        |        |        |        |        |        |  |  |  |  |      |      |      |      |      |      |      |      |        |        |        |        |        |        |      |      | (善右衛門) | (善右衛門) | (善右衛門) | (善右衛門) | (善右衛門) | (善右衛門) |          |          |          |          |        |        |      |      |      |      |      |      |            |            |            |            |            |            |        |        |        |        |        |        |  |  | (勘十郎どん) | (勘十郎どん) | (勘十郎どん) | (勘十郎どん) | (勘十郎どん) | (勘十郎どん) |  |  |  |  |      |      |      |      |      |      |  |  |      |      |      |      |      |      |  |  |  |  |  |  |  |  |  |  |  |  |  |  |  |  |  |  |  |  |  |  |  |  |  |  |
|            |            |            |            |            |            |        |        |        |        |  |  | (乙蔵家) | (乙蔵家) | (乙蔵家) | (乙蔵家) | (乙蔵家) | (乙蔵家) | 新田岩蔵 | 新田岩蔵 | 新田岩蔵 | 新田岩蔵 | 新田岩蔵 | 新田岩蔵 |          |          |  |  |  |  |  |  | (大同) | (大同) | (大同) | (大同) | (大同)     | (大同)     |            |            |            |            |  |  |      |      |      |      |      |      |  |  |  |  |  |  |        |        |        |        |        |        |  |  |  |  |      |      |      |      |      |      |      |      |        |        |        |        |        |        |      |      | (善右衛門) | (善右衛門) | (善右衛門) | (善右衛門) | (善右衛門) | (善右衛門) |          |          |          |          |        |        |      |      |      |      |      |      | 佐々木豊治 | 佐々木豊治 | 佐々木豊治 | 佐々木豊治 | 佐々木豊治 | 佐々木豊治 |        |        |        |        |        |        |  |  | (勘十郎どん) | (勘十郎どん) | (勘十郎どん) | (勘十郎どん) | (勘十郎どん) | (勘十郎どん) |  |  |  |  |      |      |      |      |      |      |  |  |      |      |      |      |      |      |  |  |  |  |  |  |  |  |  |  |  |  |  |  |  |  |  |  |  |  |  |  |  |  |  |  |
|            |            |            |            |            |            |        |        |        |        |  |  |          |          |          |          |          |          | 新田岩蔵 | 新田岩蔵 | 新田岩蔵 | 新田岩蔵 | 新田岩蔵 | 新田岩蔵 |          |          |  |  |  |  |  |  |        |        |        |        |            |            |            |            |            |            |  |  |      |      |      |      |      |      |  |  |  |  |  |  |        |        |        |        |        |        |  |  |  |  |      |      |      |      |      |      |      |      |        |        |        |        |        |        |      |      |            |            |            |            |            |            |          |          |          |          |        |        |      |      |      |      |      |      | 佐々木豊治 | 佐々木豊治 | 佐々木豊治 | 佐々木豊治 | 佐々木豊治 | 佐々木豊治 |        |        |        |        |        |        |  |  |              |              |              |              |              |              |  |  |  |  |      |      |      |      |      |      |  |  |      |      |      |      |      |      |  |  |  |  |  |  |  |  |  |  |  |  |  |  |  |  |  |  |  |  |  |  |  |  |  |  |
|            |            |            |            |            |            |        |        |        |        |  |  |          |          |          |          |          |          |          |          |          |          |          |          |          |          |  |  |  |  |  |  |        |        |        |        |            |            |            |            |            |            |  |  |      |      |      |      |      |      |  |  |  |  |  |  |        |        |        |        |        |        |  |  |  |  |      |      |      |      |      |      |      |      | 小次郎 | 小次郎 | 小次郎 | 小次郎 | 小次郎 | 小次郎 |      |      | ミチ       | ミチ       | ミチ       | ミチ       | ミチ       | ミチ       |          |          |          |          |        |        |      |      |      |      |      |      |            |            |            |            |            |            |        |        |        |        |        |        |  |  |              |              |              |              |              |              |  |  |  |  |      |      |      |      |      |      |  |  |      |      |      |      |      |      |  |  |  |  |  |  |  |  |  |  |  |  |  |  |  |  |  |  |  |  |  |  |  |  |  |  |
|            |            |            |            |            |            |        |        |        |        |  |  |          |          |          |          |          |          |          |          |          |          |          |          |          |          |  |  |  |  |  |  |        |        |        |        |            |            |            |            |            |            |  |  |      |      |      |      |      |      |  |  |  |  |  |  |        |        |        |        |        |        |  |  |  |  |      |      |      |      |      |      |      |      | 小次郎 | 小次郎 | 小次郎 | 小次郎 | 小次郎 | 小次郎 |      |      | ミチ       | ミチ       | ミチ       | ミチ       | ミチ       | ミチ       |          |          |          |          |        |        |      |      |      |      |      |      |            |            |            |            |            |            |        |        |        |        |        |        |  |  |              |              |              |              |              |              |  |  |  |  |      |      |      |      |      |      |  |  |      |      |      |      |      |      |  |  |  |  |  |  |  |  |  |  |  |  |  |  |  |  |  |  |  |  |  |  |  |  |  |  |
|            |            |            |            |            |            |        |        |        |        |  |  |          |          |          |          |          |          |          |          |          |          |          |          |          |          |  |  |  |  |  |  |        |        |        |        |            |            |            |            |            |            |  |  |      |      |      |      |      |      |  |  |  |  |  |  |        |        |        |        |        |        |  |  |  |  |      |      |      |      |      |      |      |      |        |        |        |        |        |        |      |      |            |            |            |            |            |            |          |          |          |          |        |        |      |      |      |      |      |      |            |            |            |            |            |            |        |        |        |        |        |        |  |  |              |              |              |              |              |              |  |  |  |  |      |      |      |      |      |      |  |  |      |      |      |      |      |      |  |  |  |  |  |  |  |  |  |  |  |  |  |  |  |  |  |  |  |  |  |  |  |  |  |  |
|            |            |            |            |            |            |        |        |        |        |  |  |          |          |          |          |          |          |          |          |          |          |          |          |          |          |  |  |  |  |  |  |        |        |        |        |            |            |            |            |            |            |  |  |      |      |      |      |      |      |  |  |  |  |  |  |        |        |        |        |        |        |  |  |  |  |      |      |      |      |      |      |      |      |        |        |        |        |        |        |      |      |            |            |            |            |            |            |          |          |          |          |        |        |      |      |      |      |      |      |            |            |            |            |            |            |        |        |        |        |        |        |  |  |              |              |              |              |              |              |  |  |  |  |      |      |      |      |      |      |  |  |      |      |      |      |      |      |  |  |  |  |  |  |  |  |  |  |  |  |  |  |  |  |  |  |  |  |  |  |  |  |  |  |
|            |            |            |            |            |            |        |        |        |        |  |  | 乙蔵     | 乙蔵     | 乙蔵     | 乙蔵     | 乙蔵     | 乙蔵     |          |          |          |          |          |          |          |          |  |  |  |  |  |  | ひで   | ひで   | ひで   | ひで   | ひで       | ひで       |            |            |            |            |  |  |      |      |      |      |      |      |  |  |  |  |  |  |        |        |        |        |        |        |  |  |  |  |      |      |      |      | ノヨ | ノヨ | ノヨ | ノヨ | ノヨ   | ノヨ   |        |        | 万蔵   | 万蔵   | 万蔵 | 万蔵 | 万蔵       | 万蔵       |            |            | 重右衛門   | 重右衛門   | 重右衛門 | 重右衛門 | 重右衛門 | 重右衛門 |        |        | トヨ | トヨ | トヨ | トヨ | トヨ | トヨ |            |            |            |            |            |            |        |        |        |        |        |        |  |  | 今淵勘十郎   | 今淵勘十郎   | 今淵勘十郎   | 今淵勘十郎   | 今淵勘十郎   | 今淵勘十郎   |  |  |  |  |      |      |      |      |      |      |  |  |      |      |      |      |      |      |  |  |  |  |  |  |  |  |  |  |  |  |  |  |  |  |  |  |  |  |  |  |  |  |  |  |
|            |            |            |            |            |            |        |        |        |        |  |  | 乙蔵     | 乙蔵     | 乙蔵     | 乙蔵     | 乙蔵     | 乙蔵     |          |          |          |          |          |          |          |          |  |  |  |  |  |  | ひで   | ひで   | ひで   | ひで   | ひで       | ひで       |            |            |            |            |  |  |      |      |      |      |      |      |  |  |  |  |  |  |        |        |        |        |        |        |  |  |  |  |      |      |      |      | ノヨ | ノヨ | ノヨ | ノヨ | ノヨ   | ノヨ   |        |        | 万蔵   | 万蔵   | 万蔵 | 万蔵 | 万蔵       | 万蔵       |            |            | 重右衛門   | 重右衛門   | 重右衛門 | 重右衛門 | 重右衛門 | 重右衛門 |        |        | トヨ | トヨ | トヨ | トヨ | トヨ | トヨ |            |            |            |            |            |            |        |        |        |        |        |        |  |  | 今淵勘十郎   | 今淵勘十郎   | 今淵勘十郎   | 今淵勘十郎   | 今淵勘十郎   | 今淵勘十郎   |  |  |  |  |      |      |      |      |      |      |  |  |      |      |      |      |      |      |  |  |  |  |  |  |  |  |  |  |  |  |  |  |  |  |  |  |  |  |  |  |  |  |  |  |
|            |            |            |            |            |            |        |        |        |        |  |  |          |          |          |          |          |          |          |          |          |          |          |          |          |          |  |  |  |  |  |  |        |        |        |        |            |            |            |            |            |            |  |  |      |      |      |      |      |      |  |  |  |  |  |  |        |        |        |        |        |        |  |  |  |  |      |      |      |      |      |      |      |      |        |        |        |        |        |        |      |      |            |            |            |            |            |            |          |          |          |          |        |        |      |      |      |      |      |      |            |            |            |            |            |            |        |        |        |        |        |        |  |  |              |              |              |              |              |              |  |  |  |  |      |      |      |      |      |      |  |  |      |      |      |      |      |      |  |  |  |  |  |  |  |  |  |  |  |  |  |  |  |  |  |  |  |  |  |  |  |  |  |  |
|            |            |            |            |            |            |        |        |        |        |  |  |          |          |          |          |          |          |          |          |          |          |          |          |          |          |  |  |  |  |  |  |        |        |        |        |            |            |            |            |            |            |  |  |      |      |      |      |      |      |  |  |  |  |  |  |        |        |        |        |        |        |  |  |  |  |      |      |      |      |      |      |      |      |        |        |        |        |        |        |      |      |            |            |            |            |            |            |          |          |          |          |        |        |      |      |      |      |      |      |            |            |            |            |            |            |        |        |        |        |        |        |  |  |              |              |              |              |              |              |  |  |  |  |      |      |      |      |      |      |  |  |      |      |      |      |      |      |  |  |  |  |  |  |  |  |  |  |  |  |  |  |  |  |  |  |  |  |  |  |  |  |  |  |
|            |            |            |            | 寅之助     | 寅之助     | 寅之助 | 寅之助 | 寅之助 | 寅之助 |  |  |          |          |          |          |          |          |          |          | 万之丞   | 万之丞   | 万之丞   | 万之丞   | 万之丞   | 万之丞   |  |  |  |  |  |  |        |        |        |        | 在家権十郎 | 在家権十郎 | 在家権十郎 | 在家権十郎 | 在家権十郎 | 在家権十郎 |  |  | ヨシ | ヨシ | ヨシ | ヨシ | ヨシ | ヨシ |  |  |  |  |  |  |        |        |        |        |        |        |  |  |  |  | フク | フク | フク | フク | フク | フク |      |      | タケ   | タケ   | タケ   | タケ   | タケ   | タケ   |      |      | イチ       | イチ       | イチ       | イチ       | イチ       | イチ       |          |          |          |          |        |        |      |      |      |      |      |      |            |            |            |            |            |            | 久米蔵 | 久米蔵 | 久米蔵 | 久米蔵 | 久米蔵 | 久米蔵 |  |  |              |              |              |              |              |              |  |  |  |  |      |      |      |      |      |      |  |  | 菊蔵 | 菊蔵 | 菊蔵 | 菊蔵 | 菊蔵 | 菊蔵 |  |  |  |  |  |  |  |  |  |  |  |  |  |  |  |  |  |  |  |  |  |  |  |  |  |  |
|            |            |            |            | 寅之助     | 寅之助     | 寅之助 | 寅之助 | 寅之助 | 寅之助 |  |  |          |          |          |          |          |          |          |          | 万之丞   | 万之丞   | 万之丞   | 万之丞   | 万之丞   | 万之丞   |  |  |  |  |  |  |        |        |        |        | 在家権十郎 | 在家権十郎 | 在家権十郎 | 在家権十郎 | 在家権十郎 | 在家権十郎 |  |  | ヨシ | ヨシ | ヨシ | ヨシ | ヨシ | ヨシ |  |  |  |  |  |  |        |        |        |        |        |        |  |  |  |  | フク | フク | フク | フク | フク | フク |      |      | タケ   | タケ   | タケ   | タケ   | タケ   | タケ   |      |      | イチ       | イチ       | イチ       | イチ       | イチ       | イチ       |          |          |          |          |        |        |      |      |      |      |      |      |            |            |            |            |            |            | 久米蔵 | 久米蔵 | 久米蔵 | 久米蔵 | 久米蔵 | 久米蔵 |  |  |              |              |              |              |              |              |  |  |  |  |      |      |      |      |      |      |  |  | 菊蔵 | 菊蔵 | 菊蔵 | 菊蔵 | 菊蔵 | 菊蔵 |  |  |  |  |  |  |  |  |  |  |  |  |  |  |  |  |  |  |  |  |  |  |  |  |  |  |
| (北海道へ) | (北海道へ) | (北海道へ) | (北海道へ) | (北海道へ) | (北海道へ) |        |        |        |        |  |  |          |          |          |          |          |          |          |          | (養嗣子) | (養嗣子) | (養嗣子) | (養嗣子) | (養嗣子) | (養嗣子) |  |  |  |  |  |  |        |        |        |        |            |            |            |            |            |            |  |  |      |      |      |      |      |      |  |  |  |  |  |  |        |        |        |        |        |        |  |  |  |  |      |      |      |      |      |      |      |      |        |        |        |        |        |        |      |      |            |            |            |            |            |            |          |          |          |          |        |        |      |      |      |      |      |      |            |            |            |            |            |            |        |        |        |        |        |        |  |  |              |              |              |              |              |              |  |  |  |  |      |      |      |      |      |      |  |  |      |      |      |      |      |      |  |  |  |  |  |  |  |  |  |  |  |  |  |  |  |  |  |  |  |  |  |  |  |  |  |  |
| (北海道へ) | (北海道へ) | (北海道へ) | (北海道へ) | (北海道へ) | (北海道へ) |        |        |        |        |  |  |          |          |          |          |          |          |          |          | (養嗣子) | (養嗣子) | (養嗣子) | (養嗣子) | (養嗣子) | (養嗣子) |  |  |  |  |  |  |        |        |        |        |            |            |            |            |            |            |  |  |      |      |      |      |      |      |  |  |  |  |  |  |        |        |        |        |        |        |  |  |  |  |      |      |      |      |      |      |      |      |        |        |        |        |        |        |      |      |            |            |            |            |            |            |          |          |          |          |        |        |      |      |      |      |      |      |            |            |            |            |            |            |        |        |        |        |        |        |  |  |              |              |              |              |              |              |  |  |  |  |      |      |      |      |      |      |  |  |      |      |      |      |      |      |  |  |  |  |  |  |  |  |  |  |  |  |  |  |  |  |  |  |  |  |  |  |  |  |  |  |
|            |            |            |            |            |            |        |        |        |        |  |  |          |          |          |          |          |          |          |          |          |          |          |          |          |          |  |  |  |  |  |  |        |        |        |        |            |            |            |            |            |            |  |  |      |      |      |      |      |      |  |  |  |  |  |  |        |        |        |        |        |        |  |  |  |  |      |      |      |      |      |      |      |      |        |        |        |        |        |        |      |      |            |            |            |            |            |            |          |          |          |          |        |        |      |      |      |      |      |      |            |            |            |            |            |            |        |        |        |        |        |        |  |  |              |              |              |              |              |              |  |  |  |  |      |      |      |      |      |      |  |  |      |      |      |      |      |      |  |  |  |  |  |  |  |  |  |  |  |  |  |  |  |  |  |  |  |  |  |  |  |  |  |  |
|            |            |            |            |            |            |        |        |        |        |  |  |          |          |          |          | 幸之丞   | 幸之丞   | 幸之丞   | 幸之丞   | 幸之丞   | 幸之丞   |          |          |          |          |  |  |  |  |  |  |        |        |        |        |            |            |            |            |            |            |  |  |      |      |      |      |      |      |  |  |  |  |  |  |        |        |        |        |        |        |  |  |  |  |      |      |      |      |      |      |      |      |        |        |        |        |        |        |      |      |            |            |            |            |            |            | マツノ   | マツノ   | マツノ   | マツノ   | マツノ | マツノ |      |      | 喜善 | 喜善 | 喜善 | 喜善 | 喜善       | 喜善       |            |            |            |            |        |        |        |        |        |        |  |  |              |              |              |              |              |              |  |  |  |  | 糸蔵 | 糸蔵 | 糸蔵 | 糸蔵 | 糸蔵 | 糸蔵 |  |  |      |      |      |      |      |      |  |  |  |  |  |  |  |  |  |  |  |  |  |  |  |  |  |  |  |  |  |  |  |  |  |  |
|            |            |            |            |            |            |        |        |        |        |  |  |          |          |          |          | 幸之丞   | 幸之丞   | 幸之丞   | 幸之丞   | 幸之丞   | 幸之丞   |          |          |          |          |  |  |  |  |  |  |        |        |        |        |            |            |            |            |            |            |  |  |      |      |      |      |      |      |  |  |  |  |  |  |        |        |        |        |        |        |  |  |  |  |      |      |      |      |      |      |      |      |        |        |        |        |        |        |      |      |            |            |            |            |            |            | マツノ   | マツノ   | マツノ   | マツノ   | マツノ | マツノ |      |      | 喜善 | 喜善 | 喜善 | 喜善 | 喜善       | 喜善       |            |            |            |            |        |        |        |        |        |        |  |  |              |              |              |              |              |              |  |  |  |  | 糸蔵 | 糸蔵 | 糸蔵 | 糸蔵 | 糸蔵 | 糸蔵 |  |  |      |      |      |      |      |      |  |  |  |  |  |  |  |  |  |  |  |  |  |  |  |  |  |  |  |  |  |  |  |  |  |  |
|            |            |            |            |            |            |        |        |        |        |  |  |          |          |          |          |          |          |          |          |          |          |          |          |          |          |  |  |  |  |  |  |        |        |        |        |            |            |            |            |            |            |  |  |      |      |      |      |      |      |  |  |  |  |  |  |        |        |        |        |        |        |  |  |  |  |      |      |      |      |      |      |      |      |        |        |        |        |        |        |      |      |            |            |            |            |            |            |          |          |          |          |        |        |      |      |      |      |      |      |            |            |            |            |            |            |        |        |        |        |        |        |  |  |              |              |              |              |              |              |  |  |  |  |      |      |      |      |      |      |  |  |      |      |      |      |      |      |  |  |  |  |  |  |  |  |  |  |  |  |  |  |  |  |  |  |  |  |  |  |  |  |  |  |
|            |            |            |            |            |            |        |        |        |        |  |  |          |          |          |          |          |          |          |          |          |          |          |          |          |          |  |  |  |  |  |  |        |        |        |        |            |            |            |            |            |            |  |  |      |      |      |      |      |      |  |  |  |  |  |  |        |        |        |        |        |        |  |  |  |  |      |      |      |      |      |      |      |      |        |        |        |        |        |        |      |      |            |            |            |            |            |            |          |          |          |          |        |        |      |      |      |      |      |      |            |            |            |            |            |            |        |        |        |        |        |        |  |  |              |              |              |              |              |              |  |  |  |  |      |      |      |      |      |      |  |  |      |      |      |      |      |      |  |  |  |  |  |  |  |  |  |  |  |  |  |  |  |  |  |  |  |  |  |  |  |  |  |  |
|            |            |            |            | ユキ       | ユキ       | ユキ   | ユキ   | ユキ   | ユキ   |  |  |          |          |          |          |          |          |          |          |          |          |          |          |          |          |  |  |  |  |  |  |        |        |        |        |            |            |            |            |            |            |  |  |      |      |      |      |      |      |  |  |  |  |  |  | 三五郎 | 三五郎 | 三五郎 | 三五郎 | 三五郎 | 三五郎 |  |  |  |  |      |      |      |      |      |      | キヨ | キヨ | キヨ   | キヨ   | キヨ   | キヨ   |        |        | 光広 | 光広 | 光広       | 光広       | 光広       | 光広       |            |            |          |          |          |          |        |        |      |      | 広吉 | 広吉 | 広吉 | 広吉 | 広吉       | 広吉       |            |            | 若         | 若         | 若     | 若     | 若     | 若     |        |        |  |  |              |              |              |              |              |              |  |  |  |  |      |      |      |      |      |      |  |  |      |      |      |      |      |      |  |  |  |  |  |  |  |  |  |  |  |  |  |  |  |  |  |  |  |  |  |  |  |  |  |  |
|            |            |            |            | ユキ       | ユキ       | ユキ   | ユキ   | ユキ   | ユキ   |  |  |          |          |          |          |          |          |          |          |          |          |          |          |          |          |  |  |  |  |  |  |        |        |        |        |            |            |            |            |            |            |  |  |      |      |      |      |      |      |  |  |  |  |  |  | 三五郎 | 三五郎 | 三五郎 | 三五郎 | 三五郎 | 三五郎 |  |  |  |  |      |      |      |      |      |      | キヨ | キヨ | キヨ   | キヨ   | キヨ   | キヨ   |        |        | 光広 | 光広 | 光広       | 光広       | 光広       | 光広       |            |            |          |          |          |          |        |        |      |      | 広吉 | 広吉 | 広吉 | 広吉 | 広吉       | 広吉       |            |            | 若         | 若         | 若     | 若     | 若     | 若     |        |        |  |  |              |              |              |              |              |              |  |  |  |  |      |      |      |      |      |      |  |  |      |      |      |      |      |      |  |  |  |  |  |  |  |  |  |  |  |  |  |  |  |  |  |  |  |  |  |  |  |  |  |  |
|            |            |            |            |            |            |        |        |        |        |  |  |          |          |          |          |          |          |          |          |          |          |          |          |          |          |  |  |  |  |  |  |        |        |        |        |            |            |            |            |            |            |  |  |      |      |      |      |      |      |  |  |  |  |  |  |        |        |        |        |        |        |  |  |  |  |      |      |      |      |      |      |      |      |        |        |        |        |        |        |      |      |            |            |            |            |            |            |          |          |          |          |        |        |      |      |      |      |      |      |            |            |            |            |            |            |        |        |        |        |        |        |  |  |              |              |              |              |              |              |  |  |  |  |      |      |      |      |      |      |  |  |      |      |      |      |      |      |  |  |  |  |  |  |  |  |  |  |  |  |  |  |  |  |  |  |  |  |  |  |  |  |  |  |
|            |            |            |            |            |            |        |        |        |        |  |  |          |          |          |          |          |          |          |          |          |          |          |          |          |          |  |  |  |  |  |  |        |        |        |        |            |            |            |            |            |            |  |  |      |      |      |      |      |      |  |  |  |  |  |  |        |        |        |        |        |        |  |  |  |  |      |      |      |      |      |      |      |      |        |        |        |        |        |        |      |      |            |            |            |            |            |            |          |          |          |          |        |        |      |      |      |      |      |      |            |            |            |            |            |            |        |        |        |        |        |        |  |  |              |              |              |              |              |              |  |  |  |  |      |      |      |      |      |      |  |  |      |      |      |      |      |      |  |  |  |  |  |  |  |  |  |  |  |  |  |  |  |  |  |  |  |  |  |  |  |  |  |  |
|            |            |            |            |            |            |        |        |        |        |  |  |          |          |          |          |          |          |          |          |          |          |          |          |          |          |  |  |  |  |  |  |        |        |        |        |            |            |            |            |            |            |  |  |      |      |      |      |      |      |  |  |  |  |  |  |        |        |        |        |        |        |  |  |  |  |      |      |      |      |      |      |      |      |        |        | 幸子   |        |        |        |      |      |            |            |            |            |            |            |          |          |          |          |        |        |      |      |      |      |      |      |            |            |            |            |            |            |        |        |        |        |        |        |  |  |              |              |              |              |              |              |  |  |  |  |      |      |      |      |      |      |  |  |      |      |      |      |      |      |  |  |  |  |  |  |  |  |  |  |  |  |  |  |  |  |  |  |  |  |  |  |  |  |  |  |

### 山口の人々
旧土淵村大字山口、現遠野市土淵町山口。
吉兵衛
根子立で幼児を抱く山女に遭遇した（4話）。佐々木喜善「縁女綺聞」には同じ話が大下万次郎の話として掲載されているが、両人とも詳細不明。
菊池弥之助
毛筆本で孫之丞とあるのを刊本で誤っている。大谷地で人の声を聞いた（9話）。遠隔地で茸刈り中、妹がその息子に殺される時の叫び声を聞いた（10話）。
新田乙蔵（？ - 明治42年（1909年））
通称乙爺。第3地割字南沢の人。佐々木喜善の祖父万蔵の妻ノヨの弟。旧家の出だったが没落し、峠の上で甘酒を売り、度々里に出て酒を飲んだ（13話）。子の寅之助は大洞時蔵、瀬川某と北海道に出た。
佐々木イチ
佐々木喜善の母。家で針仕事中、ザシキワラシの物音を聞いた（17話）。
佐々木ミチ（文化7年（1810年） - 明治9年（1876年）2月6日）
佐々木喜善の養祖父万蔵の母。納棺の夜と七二日の逮夜に姿を現した（22話、23話）。幼少時河童を見た（59話）。
山口孫左衛門
第3地割にあった旧家。稲荷社を建てて狐を祭った（21話）。ザシキワラシが同家を離れるのを村人が目撃した（18話）後、一家が茸中毒で壊滅し、7歳の女児が残された（19話）。女児はミナといい、大洞家から養子を迎えて家は存続した。現在屋敷跡に墓と井戸が残る。
ハネトの主人
菊池角之丞のこと。佐々木喜善実家の上隣の人で、祖父万蔵と竹馬の友だった。鶏頭山で天狗に遭遇した（29話）。
大洞（おおほら）万之丞
大同の家。祟りがあるという古文書を所有していた（83話）。駄賃付で財を成したが、不景気で没落した。
大洞ひで
大洞万之丞の養母。佐々木喜善の祖母の姉。魔術に通じ、また村で起こった馬娘婚姻譚を語る（69話）。隠し念仏を行った（71話）。
辷石（はねいし）たにえ（安政5年（1858年） - 昭和2年（1927年））
本名はたに、丸古立の人。オクナイサマの掛軸を持つ（70話）。
田尻長三郎
大洞家上隣の富豪。おひでの息子の葬式の夜、軒下の雨落の石に死んでいるような男を見た（77話）。
長蔵
田尻家の奉公人。新張村の何某の霊を見た（78話）。その父も長蔵といい、同じく幽霊に遭遇した（79話）。
田尻丸吉
夜便所に行くと幽霊に遭遇した（82話）。
内川口まさ
丸古立の人。福の神からの帰路、山の神に遭遇した（102話）。

### 栃内の人々
旧土淵村大字栃内、現遠野市土淵町栃内。
佐々木嘉兵衛（文化12年（1815年）3月3日 - 明治29年（1896年）6月9日）
字和野56番地（土淵町栃内23地割2番地）の人。山で山女、山男に遭遇した（1話）。
佐々木由太郎（弘化4年（1847年）7月7日 - 大正10年（1921年））
嘉兵衛の子。本文では父と混同されている。雉子狩りを狐に妨害された（60話）。六角牛で石を白鹿に見誤った（61話）。また僧の姿をした何かが赤い衣を羽ばたかせるのを目撃した（62話）。
川久保氏
本文では「松崎なる某かゝがの家」。婿が金沢村の実家へ帰る途中、マヨイガに行き当たった（64話）。
前川万吉
字野崎の人。雲壁に青ざめた顔の男を見た（81話）。
菊池菊蔵
和野の人。野崎神楽の吹き手。子供が病に罹ったので、妻を呼び戻しに行く途中、山の神に子供の死を告げられた（93話）。友人の象坪藤七に化けた狐に遭遇した（94話）。

### 柏崎の人々
旧土淵村大字柏崎、現遠野市土淵町柏崎。
安部長九郎
柏崎の長者。オシラサマに田植えを手伝われた（15話）。本文では田圃の家とするが、実際は柏崎の田中家の屋号である。
田中円吉 (8代目)（文化10年（1813年）頃 - 明治26年（1893年） 4月8日）
神仏像の彫師（26話）。本文では田圃のうちの阿部氏とするが、田中家の屋号であり、彫師も田中家である。力士滝ノ上源右衛門を先祖とする柏崎の旧家で、8代目円吉は土淵本宿の石田家から養子に入った。作には薬師堂蔵十二神将像、常堅寺蔵地蔵菩薩像、早池峰神社蔵随神像、田中家蔵薬師如来像等が知られる。
阿部孫太郎（文久2年（1862年） - 大正6年（1917年））
狂人だったが、山の神から読心術、占い術を獲得した（108話）。

### 飯豊の人々
旧土淵村大字飯豊（いいで）。現遠野市土淵町飯豊（いいとよ）。
今渕勘十郎
字宮沢63番の人で、佐々木喜善の養父久米蔵の実家。高等女学校から帰省中の娘が家の廊下でザシキワラシに遭遇した（17話）。
鉄
力自慢の人。狼狩中に雌狼に襲われ、返討にしたが自らも死亡した（42話）。
菊池松之丞
傷寒を患い、臨死体験をした（97話）。

### 土淵の人々
旧土淵村大字土淵、現遠野市土淵町土淵。
阿倍与右衛門
昔栄えた家で、安倍貞任末裔という（68話）。
政
土淵村字本宿の豆腐屋。父が病没日に字下栃内に幽霊として現れた（86話）。なお、本宿はほとんどが専業農家で、年中行事に自家製の豆腐を作っていた。

### 遠野町の人々
旧遠野町、現遠野市中心部。
池端氏
遠野市中央通りの精米屋。原台の淵で若い女に手紙を託された（27話）。
鳥御前
南部男爵家に仕えた鷹匠。山男に谷底へ蹴飛ばされ、3日後病没した（91話）。新屋敷丁の沖館勝志のことと見られる。
芳公馬鹿（? - 明治41年（1908年））
遠野町の白痴。家々に石を打ち付けて「火事だ」と叫び、その家は実際に火事となった（96話）。

### 上郷村の人々
旧上郷村、現遠野市上郷町。
畑屋の縫
本文中では「何の隼人と云ふ猟師」。白鹿を撃ち留めた（32話）。
畑屋松次郎
通称は熊。六角牛で熊に襲われたが、一命を取り留めた（43話）。『遠野新聞』第13号（明治39年11月20日）に記事がある。
河ぷちのうち
娘が河原で山の神に木の葉を貰い、占術を得た（107話）。

### 松崎村の人々
旧松崎村、現遠野市松崎町。
川端の家
2代続けて河童を産んだ（55話）。
菊池某
庭造りが趣味で、山で不思議な石に遭遇した（95話）。

### 遠野郷外の人々
三浦某
宮古市小国第6地割87番地の人。妻がマヨイガに行き当たった（63話）。なお、現在三浦家では家中の出来事ではなく、村での噂話として伝えられている。
北川福二（万延元年（1860年） - 昭和4年（1929年））
佐々木喜善の父方祖母チエの弟。山田町田ノ浜へ婿に行ったが、明治三陸津波で妻子を失い、1年後亡き妻に遭遇した（99話）。福二は大槌町から後妻を迎え、子孫は田ノ浜で漁業を営んだ。100年後、福二の曾孫も東日本大震災で母を失った。

## 登場する地名

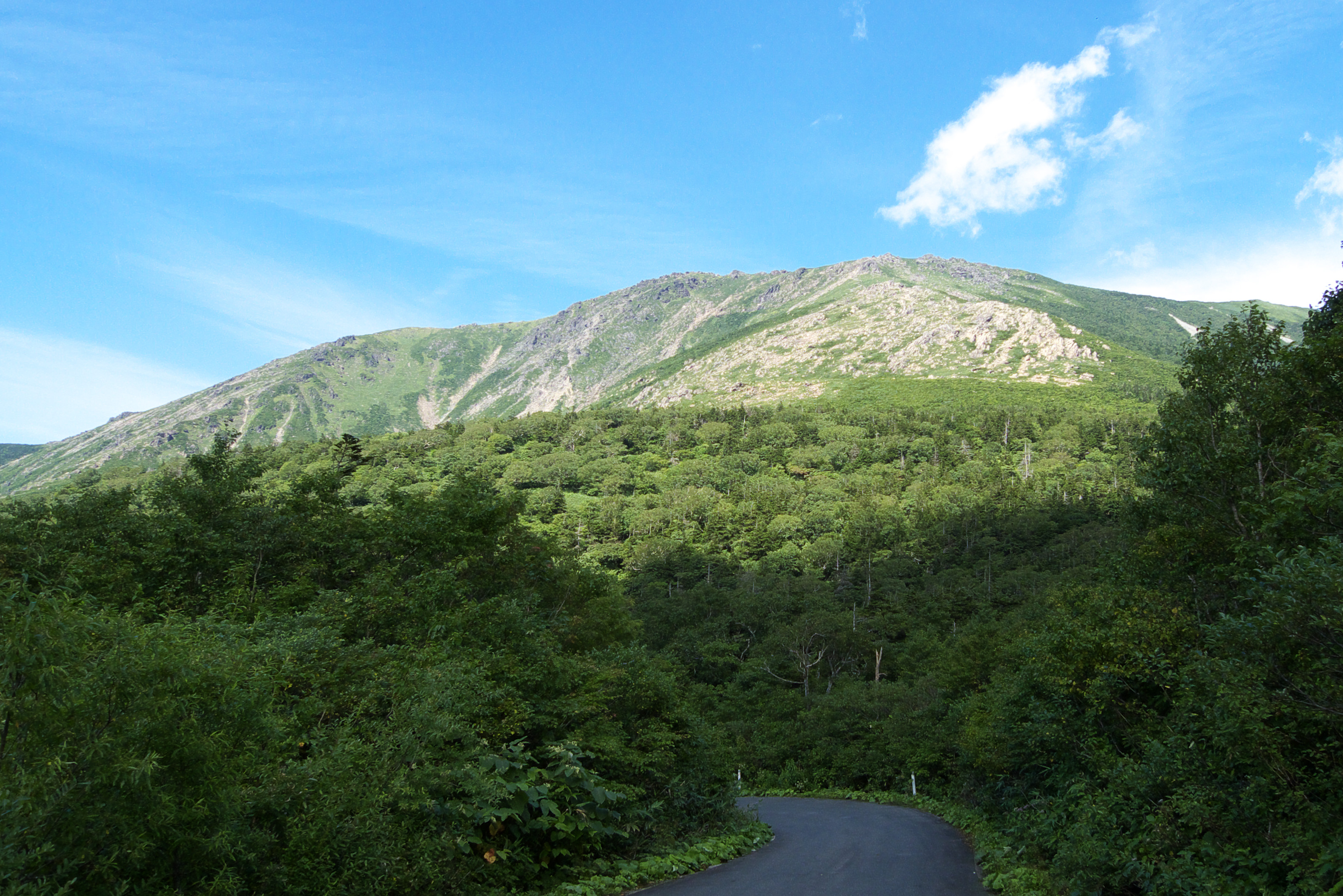
河原坊 - 小田越間から見た早池峰山

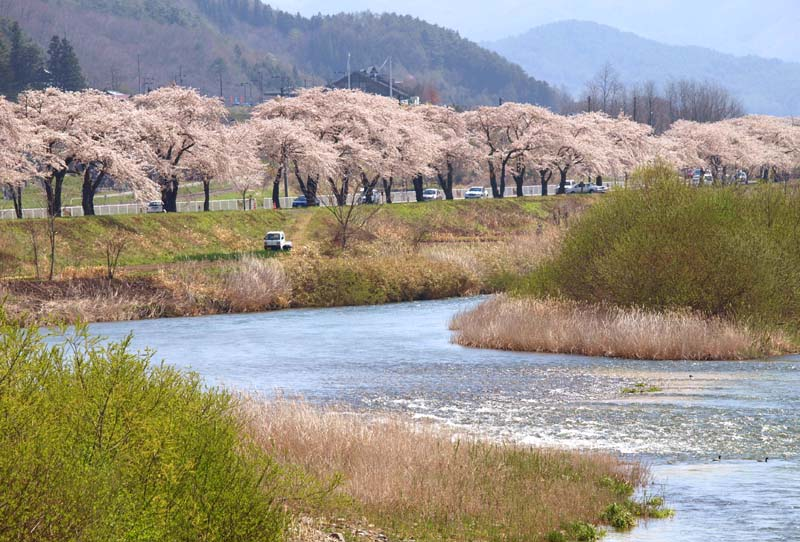
猿ヶ石川

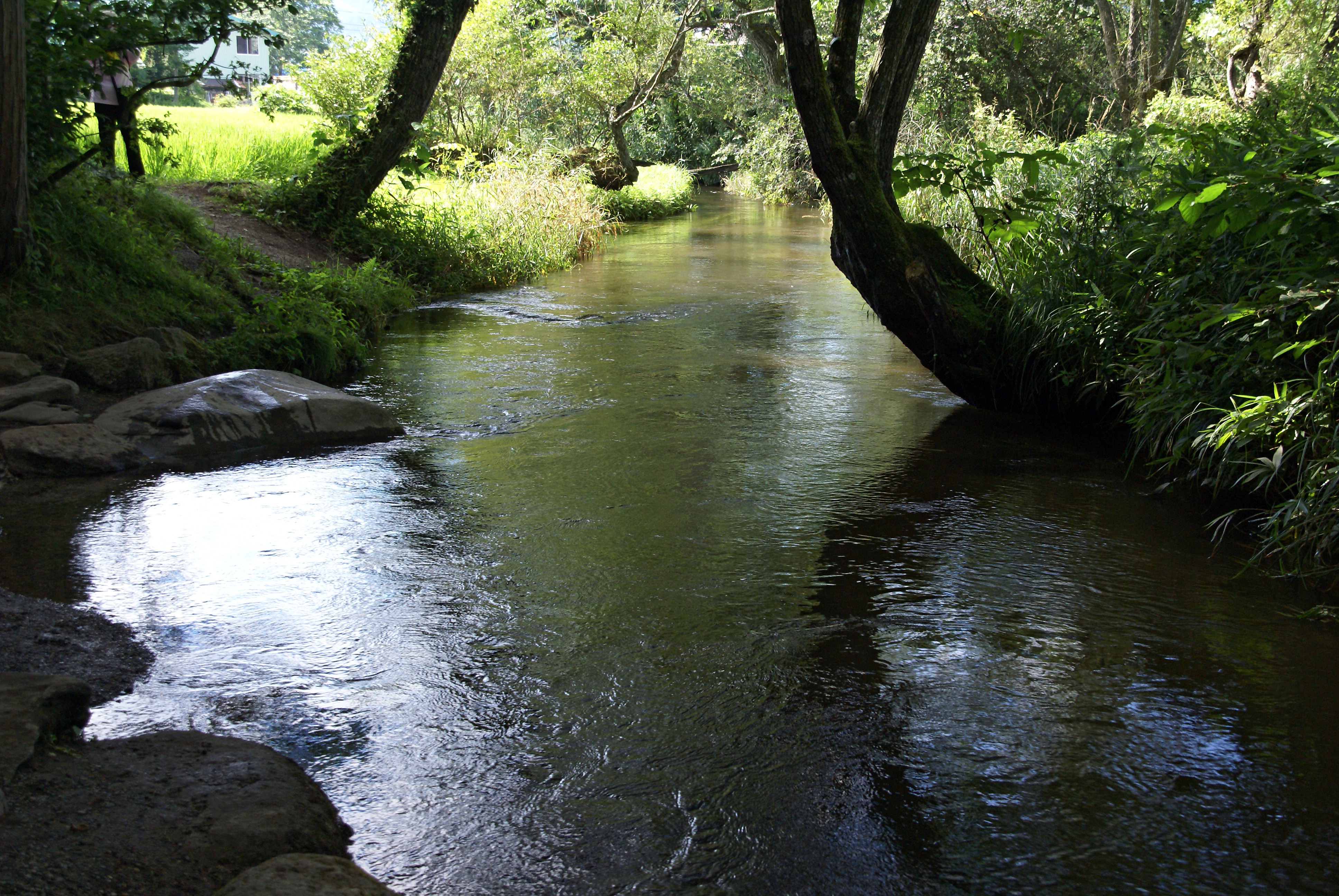
河童淵

根子立（ねっこだち）
山口村の吉兵衛が山女に遭遇した（4話）。
笛吹峠
遠野市青笹町と釜石市橋野町の境。山男、山女が出没するため、堺木（さかいげ）峠に迂回するようになったという（5話）。実際は界木峠の方が距離が近い。
糠前（ぬかのまえ）
青笹村の大字。長者の娘が神隠しに遭った（6話）。
五葉山
上郷村で神隠しに遭った娘が山の腰で発見された（7話）。
寒戸（さむと）
寒戸の婆の舞台（8話）。実際は松崎村内にそのような地名はなく、松崎町興福寺字登戸（のぼと）のことではないかとも言われる。
大谷地
界木峠頂上付近の谷間。菊池弥之助が谷底から自分を呼ぶ声を聞いた（9話）。佐々木嘉兵衛が狼の群れに遭遇した（41話）。
留場の橋
山口村の橋。山口孫左衛門家を離れるザシキワラシが目撃された（18話）。
原台の淵
宮古市腹帯にある閉伊川の淵。池端氏が若い女に手紙を託された（27話）。
早池峰山
附馬牛村の猟師が道を拓いていた時、坊主に遭遇した（28話）。小国村の何某は大男に遭遇した（30話）。
鶏頭山
前薬師ともいい、天狗が住むとされた（29話）。
千晩（せんば）ヶ嶽
釜石市の仙磐山。畑屋の縫が白鹿を追い千晩籠った（32話）。
片羽山
白鹿が畑屋の縫に撃たれ、片脚を折った場所（32話）。
死助
白鹿が死んだ山（32話）。その後白鹿は死助権現として祀られ、現在山は単に権現山という。5月の閑古鳥が鳴く頃、カッコ花（アツモリソウ）が咲いた（50話）。
白望（しろみ）山
遠野市、大槌町、川井村の境。深夜薄明るくなることがあった（33話）。佐々木喜善の祖父の弟が女を目撃した（35話）。
離森の長者屋敷
土淵町栃内7地割琴畑1番。人里離れた地で、女が度々目撃された（34話）。燐寸の軸木の工場があったが、女が出るとして山口に移された（75話）。
二ツ石山
小学生が山の上に御犬を見た（36話）。
ヲバヤ、板小屋
板小屋は現在の笛吹牧場、ヲバヤはその前の森林で、姥屋の意。飯豊衆による狼狩が行われた（42話）。
六角牛山
上郷村の熊という男が熊に襲われ、一命を取り留めた（43話）。栃内村林崎の何某が猿の経立に遭遇した（46話）。
六黒見金山
炭焼が猿の経立に遭遇した（44話）。
仙人峠
仙人像を祀る堂があり、旅人が山中で遭った怪異を壁に書き記した（49話）。トンネルの開通で廃れ、堂は上郷町佐生田に遷された。
機織淵
小国川の閉伊川への合流地点の淵。川井村の長者の奉公人が、主人の亡き娘に遭遇した（54話）。
姥子淵
小烏瀬川の淵。河童駒引譚が伝えられる（58話）。
阿倍ヶ城
高橧山と早池峰の中間にある岩。安倍貞任の母が今も住むと伝えられる（65話）。
阿倍屋敷
附馬牛からの登山口にある岩窟（66話）。場所不明。
貞任
土淵と橋野の境となる山。安倍貞任が馬を冷やした場所とも、陣屋跡ともいう（69話）。
八幡沢（はちまんざ）の館
源義家（八幡太郎）の館跡という（68話）。
似田貝
八幡太郎がここに粥が置いてあるのを見て、「煮た粥か」といったという（68話）。
足洗川（あしらが）村
八幡太郎が鳴川で足を洗ったことに因むという（68話）。
琴畑
栃内村の字。カクラサマの祠があった（72話）。
下栃内
土淵本宿の政の父が、死亡する時刻に普請を手伝いに現れた（86話）。
愛宕山
山口と柏崎の間の山。和野の何某が山の神に遭遇した（89話）。
天狗森
松崎村の山。村の何某が山の神に突き飛ばされた（90話）。
早池峰山
約15人の土淵村の村人が山の神に遭遇した（92話）。
四十八坂
吉里吉里から船越までの海岸一帯。船越の漁夫が妻に化けた狐に遭遇した（100話）。
山田
山田町。毎年蜃気楼が見えるという（106話）。
ダンノハナ
山口、飯豊、附馬牛字荒川、字東禅寺、字火渡、青笹字中沢、土淵字土淵にある地名（111話）。昔囚人を斬った場所という（112話）。現在は共同墓地（114話）。
蓮台野
ダンノハナの近辺に必ずある地名という。老人がここに棄てられた（111話）。
星谷
細谷か。石器が多く出土する（112話）。
ホウリヤウ
山口の内。石器、土器、丸玉、管玉が出土する（112話）。
ジヤウヅカ森
和野の内。象を埋めた場所で、地震でも揺れないという（113話）。